# Fuerzas Terrestres de Rusia
Las Fuerzas Terrestres de Rusia (del ruso: Сухопутные силы России, tr.: Sujoputniye sili Rossii) son la rama terrestre de las Fuerzas Armadas de Rusia. Aunque las Fuerzas Terrestres en su forma actual solo tienen treinta y dos años de antigüedad, al haberse formado con partes de la disolución del Ejército soviético en 1992, los oficiales rusos exponen la historia de sus antecesores a través de la época de la Rusia Imperial hasta los tiempos del Rus de Kiev. Desde 1992, las Fuerzas Terrestres han tenido que llevar al extranjero varios miles de efectivos de las antiguas guarniciones soviéticas, mientras estaban extensamente destinadas en las guerras de Chechenia, y manteniendo la paz y otras operaciones en los estados sucesores soviéticos (lo que se conoce en Rusia como la "periferia inmediata"). Cuenta con 450 000 soldados en activo.
Su comandante actual es Vasili Tonkoskúrov.

## Misión
Las principales responsabilidades de las Fuerzas Terrestres son la protección de la frontera del país, el combate en tierra, la seguridad de los territorios ocupados y la derrota de las tropas enemigas. Las Fuerzas Terrestres deben poder conseguir estos objetivos tanto en guerra nuclear como en guerra no nuclear, especialmente sin el uso de armas de destrucción masiva. Además, deben ser capaces de proteger los intereses nacionales de Rusia dentro del marco de sus compromisos internacionales.
El principal Comando de las Fuerzas Terrestres tiene encomendadas oficialmente las tareas con los siguientes objetivos:
- El entrenamiento de tropas para el combate, en función de las tareas determinadas por el Estado Mayor de las Fuerzas Armadas.
- La mejora de la estructura y composición de las tropas y la optimización de sus números, incluyendo las tropas especiales.
- El desarrollo de la teoría y la práctica militar.
- El desarrollo e introducción de manuales de campo de entrenamiento, manuales y metodología.
- La mejora del entrenamiento operativo y en combate de las Fuerzas Terrestres.

## Historia
Después de la disolución de la Unión Soviética, se hicieron algunos esfuerzos para mantener las Fuerzas Armadas Soviéticas juntas como un único ejército para la nueva Comunidad de Estados Independientes. El último ministro de Defensa de la Unión Soviética, el mariscal Yevgueni Sháposhnikov, fue designado comandante supremo de las Fuerzas Armadas de la CEI en diciembre de 1991. Entre los numerosos tratados firmados por repúblicas cambiantes a fin de dirigir el periodo de transición, hubo un acuerdo provisional sobre las fuerzas de propósito general, firmado en Minsk el 14 de febrero de 1992. Sin embargo, una vez estuvo claro que Ucrania y, potencialmente las otras repúblicas, estaban decididas a socavar el concepto de fuerzas compartidas de propósito general y establecer sus propias fuerzas armadas, el nuevo gobierno ruso hizo su movimiento. Borís Yeltsin firmó un decreto sobre la formación de un Ministerio Ruso de Defensa el 7 de mayo de 1992, haciendo aparecer a las Fuerzas Terrestres Rusas junto con las otras partes de las Fuerzas Armadas de la Federación Rusa. En ese tiempo el Estado Mayor general estaba en proceso de retirar decenas de miles de personal del Grupo de Fuerzas Soviéticas en Alemania, el Grupo de Fuerzas del Norte en Polonia, el Grupo de Fuerzas Central en Checoslovaquia, el Grupo de Fuerzas del Sur en Hungría, y de Mongolia.
Treinta y siete divisiones tuvieron que ser retiradas de los cuatro grupos de fuerzas y los países bálticos, y cuatro distritos militares totalizando cincuenta y siete divisiones fueron transferidos a Bielorrusia y Ucrania. Para la disolución de las Fuerzas Terrestres Soviéticas, la retirada de los antiguos estados del pacto de Varsovia y los países bálticos fue un proceso extremadamente exigente, costoso y debilitante. Como los distritos militares que permanecieron en Rusia después de la caída de la URSS estaban en su mayor parte compuestos por las formaciones de cuadros movilizables, las Fuerzas Terrestres Rusas fueron creadas en mayor grado trasladando las antiguas formaciones de Europa del Este a esos distritos con recursos insuficientes. No obstante, las instalaciones en esos distritos eran bastante inadecuados para alojar a la avalancha de personal y material que volvía del extranjero, y muchas unidades "fueron descargadas de los vagones del ferrocarril en campos vacíos."
La necesidad de destrucción y traslado de grandes cantidades de armamento bajo el tratado Fuerzas Convencionales en Europa también exigió grandes modificaciones.

### Planes de reforma tras la caída del régimen socialista
Un plan de reforma fue publicado el 21 de julio de 1992 en Krásnaya Zvezdá, el periódico del Ministerio de Defensa. Más tarde un comentarista dijo que fue montado "apresuradamente" por el Estado mayor "para satisfacer la demanda pública de cambios radicales." El Estado Mayor, desde este momento, se convirtió en un bastión de conservación, causando una acumulación de problemas que más tarde resultaron críticos. El plan de reforma abogaba por un cambio desde una estructura Ejército-División-Regimiento a una organización Cuerpos-Brigada. Las nuevas estructuras deberían ser más capaces de lidiar con una situación sin frentes y ser más hábiles en la acción independiente a todos los niveles. Eliminando un nivel completo de mando, dejando dos escalones superiores en vez de tres entre los cuarteles generales del teatro y los batallones combatientes produciría ahorros, aumento de flexibilidad, y simplificaría las órdenes de comando y control. La esperada conversión total a esta nueva estructura realmente resultó ser poco frecuente, incompleta, y a veces invertida. Aparecieron más brigadas, pero en su mayor parte como divisiones que habían mermado a sus nuevas fuerzas, y divisiones, como la nueva tercera división de rifles motorizada en el Distrito Militar de Moscú, fueron formadas con la finalidad de disolver formaciones de tanques, en vez de brigadas. Se finalizaron pocas de las reformas planeadas a principios de la década de 1990, por tres razones. En primer lugar, hubo una falta de una firme orientación política hacia los civiles, con Borís Yeltsin más interesado en asegurar que las Fuerzas Armadas fueran controlables y leales, antes que reformadas. En segundo lugar, el presupuesto decreciente no ayudó en la coyuntura, y en tercer lugar, no había un firme consenso dentro del ejército sobre que reformas debían implementarse. El general Pável Grachov, el primer ministro ruso de Defensa (1992–96), por todas sus conversaciones de reforma, quería conservar el antiguo estilo soviético del Ejército, con grandes números de formaciones de poca fuerza y un servicio militar obligatorio masivo y duradero. El Estado Mayor y los servicios armados intentaron conservar las doctrinas, despliegues, armas y misiones de la era soviética, en la ausencia de una nueva y sólida orientación. Un experto británico en temas militares, Michael Orr, expone el convincente argumento de que la jerarquía tenía gran dificultad de comprender completamente la nueva situación porque, como graduados de las Academias Militares Soviéticas, su educación les había dado gran entrenamiento operativo y formación del personal, pero en términos políticos habían aprendido una ideología en vez de tener unos amplios conocimientos de los asuntos internacionales. Así los generales solo podían ver a la OTAN expandiéndose hacia el Este, en contraste con la debilidad rusa, y no pudieron reorientarse ellos mismo, y mucho menos las Fuerzas Armadas en su totalidad, a las nuevas oportunidades y los nuevos desafíos a que ellos se enfrentaban.

### Crisis interna de 1993
Las Fuerzas Terrestres a regañadientes se involucraron en la crisis constitucional rusa de 1993 después de que el entonces presidente Yeltsin hizo público un decreto (ilegal) que disolvía el Parlamento después de su resistencia a su consolidación de poder y a las reformas neoliberales. Un grupo de diputados, incluyendo el vicepresidente Aleksandr Rutskói, se habían atrincherado dentro. Aunque las Fuerzas Armadas lideradas por el general Grachov respaldaban públicamente al presidente, intentaron mantenerse neutrales, siguiendo los deseos de los cuerpos oficiales. Yeltsin tuvo que declarar durante horas para convencer a la cúpula militar, que estaban inseguros de la rectitud de su causa y de la fiabilidad de sus fuerzas, para destinarlos en el ataque del Parlamento.
Cuando finalmente se montó el ataque, las fuerzas usadas vinieron de cinco divisiones diferentes alrededor de Moscú, y el personal involucrado fue en su mayor parte oficiales y suboficiales de alto rango. También hubo indicaciones de que algunas formaciones se desplegaron en Moscú sólo como protesta. No obstante, una vez que el Parlamento fue asaltado, los líderes parlamentarios arrestados, y la censura provisional impuesta, Yeltsin consiguió conservar el poder.

### Guerras Chechenas
Los chechenos nunca han aceptado de buena gana el gobierno ruso, y con la disolución de la Unión Soviética, declararon la independencia en noviembre de 1991 bajo un antiguo oficial de las Fuerzas Aéreas, el general Dzhojar Dudáyev. Con la continuación de la "independencia" chechena vista como una reducción de la autoridad de Moscú, una percepción generalizada de Chechenia convertida en un refugio para criminales, y la aparición de un grupo intransigente dentro del Kremlin defendiendo la guerra, Yeltsin decidió en noviembre de 1994 de que se debía actuar. En una reunión del Consejo de Seguridad del 29 de noviembre, ordenó a los chechenos desarmarse o sino Moscú restauraría el orden. El ministro de Defensa Pável Grachov aseguró a Yeltsin que "tomaría Grozni con un regimiento de asalto aerotransportado en dos horas." La operación comenzó el 11 de diciembre de 1994 y para el 31 de diciembre las fuerzas rusas estaban entrando en Grozni, la capital chechena. La 131.ª Brigada Motorizada de Rifles recibió la orden de hacer una rápida ofensiva por el centro de la ciudad, pero fue virtualmente desarmada en emboscadas chechenas. Después de tomar Grozni definitivamente, entre la feroz resistencia, las tropas siguieron adelante hacia otras plazas fuertes de los independentistas chechenos. Cuando los militantes chechenos fueron tomados como rehenes en la crisis de rehenes del hospital de Budiónnovsk en el Krai de Stávropol en junio de 1995, la paz pareció posible durante un tiempo pero finalmente los enfrentamientos continuaron. Dzhojar Dudáyev fue asesinado en abril de 1996, y ese verano, un ataque checheno retomó Grozni. Aleksandr Lébed, entonces Secretario del Consejo de Seguridad, empezó las conversaciones con el líder rebelde checheno Aslán Masjádov en agosto de 1996, firmó un acuerdo el 22/23 de agosto, y para final de mes, los enfrentamientos acabaron. El alto el fuego formal fue firmado en el pueblo daguestaní de Jasaviurt el 31 de agosto de 1996 conocido como Acuerdos de Jasaviurt, estipulando que un acuerdo formal sobre las relaciones entre la República Chechena de Ichkeria y el gobierno federal ruso no debería ser firmado hasta finales de 2001.
La actuación de las Fuerzas Terrestres Rusas en la primera guerra chechena ha sido valorada como horriblemente pésima. Escribiendo seis años más tarde, Michael Orr dijo "una de las principales causas del fracaso ruso de 1994–96 fue su incapacidad de reunir y desplegar una fuerza militar entrenada adecuadamente." En diciembre de 1996, el ministro de Defensa Ígor Rodiónov incluso ordenó la destitución del comandante de las Fuerzas Terrestres, Vladímir Semyánov, por actividades incompatibles con su posición —según se informa las actividades de negocios de su mujer.

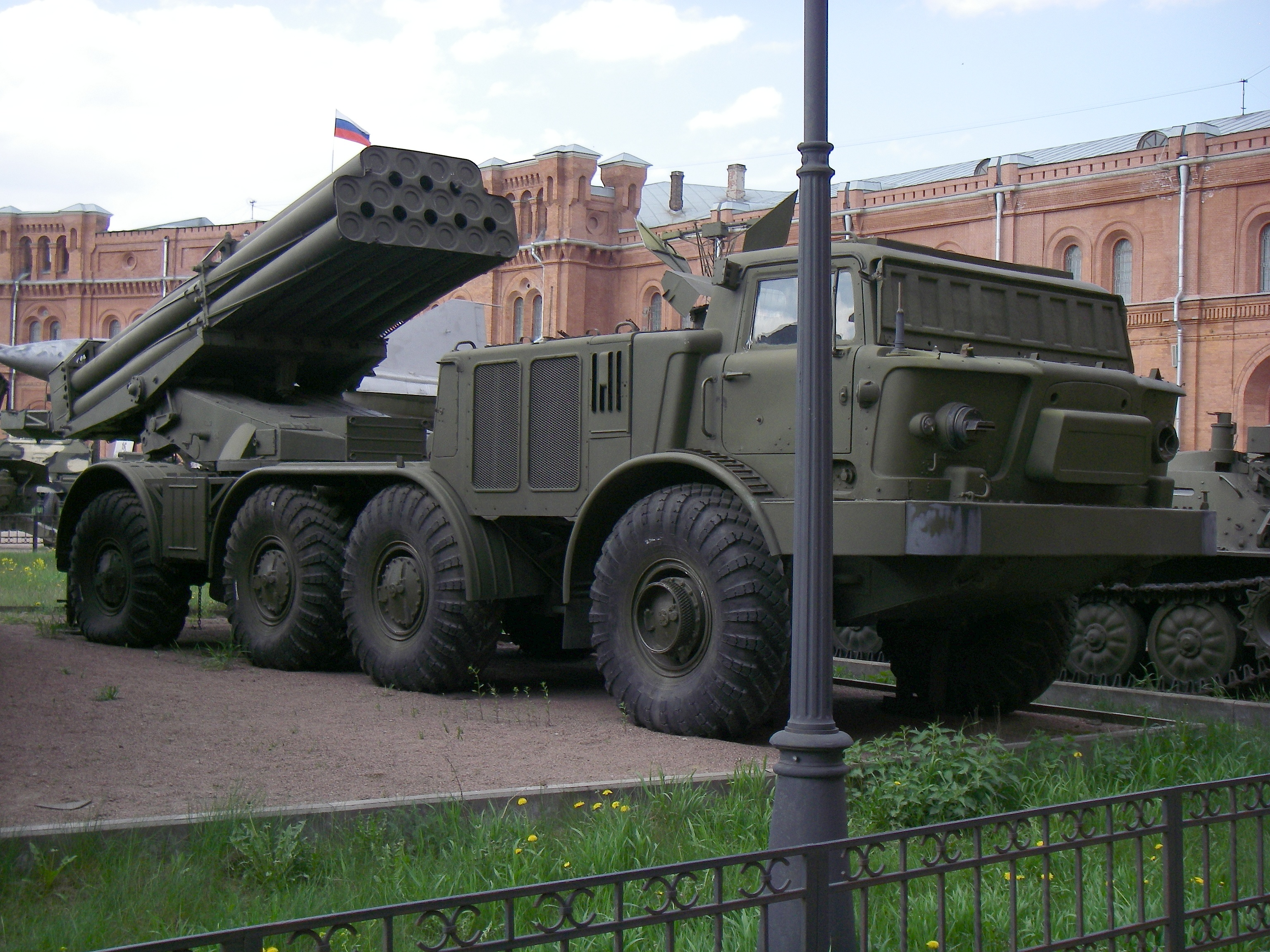
Lanzacohetes 9P140 Uragán fueron usados durante la segunda guerra chechena.

La segunda guerra chechena comenzó en agosto de 1999 después de que milicias chechenas se adentraran en Daguestán, seguido rápidamente a principios de septiembre por una serie de cuatro bombardeos en Rusia, que provocaron la acción del ejército ruso contra los presuntos culpables chechenos. Inicialmente la principal técnica rusa usada fue destrozar un área con ataques de artillería y aéreos antes del avance de las fuerzas terrestres. Se hicieron mejoras en las Fuerzas Terrestres entre 1996 y 1999, y cuando la segunda guerra chechena comenzó, en lugar de "regimientos compuestos" reunidos apresuradamente cuyos miembros nunca habían servido juntos, enviados con poco o ningún entrenamiento, las formaciones fueron planteadas con solidez con algunos reemplazos, puestas a través de entrenamiento preparatorio, y entonces enviadas. El rendimiento en el combate mejoró como había sido previsto. No obstante, la guerra se alargó por años y está hoy en día extendiéndose al resto del Cáucaso ruso. Ha sido una lucha muy divisiva, con al menos un oficial militar de alto rango despedido por ser menos que receptivo a las órdenes del gobierno. El coronel general Gennadi Tróshev fue despedido en 2002 por negarse a trasladarse de comandar el Distrito Militar del Cáucaso Norte a comandar el menos importante Distrito Militar de Siberia.

### Reformas de Serguéiev
Cuando Ígor Serguéiev llegó al Ministerio de Defensa en 1997, inició lo que fue visto como una reforma real bajo condiciones muy difíciles. El número de establecimientos educativos militares —prácticamente sin cambios desde 1991— fue reducido, y se ordenó la fusión del Distrito Militar Siberiano y el Distrito Militar Transbaikal. A un mayor número de divisiones del ejército se les dio un estado de "preparación constante", lo que supuso elevar la participación hasta un 80 % del personal y un 100 % del material. Serguéiev anunció en agosto de 1998 que habría seis divisiones y cuatro brigadas en alerta 24 horas para el final de ese año. No obstante, la calidad del personal—incluso en estas unidades privilegiadas—continuaron siendo un problema. La falta de combustible para entrenar y una escasez de oficiales subalternos bien entrenados dificultaron la efectividad en el combate. Sin embargo, concentrándose en los intereses de su antiguo servicio, las Fuerzas Estratégicas de Cohetes, Serguéiev dirigió la disolución del cuartel general de las Fuerzas Terrestres en diciembre de 1997. La disolución fue un "disparate militar", en palabras de Orr, "justificable sólo en términos de política interna dentro del Ministerio de Defensa". Como consecuencia de esto, el prestigio de las Fuerzas Terrestres disminuyó, ya que la disolución del cuartel general significaba al menos en teoría que las Fuerzas Terrestres ya no eran una rama o servicio del mismo orden que la Fuerza Aérea y la Armada.

### Reformas de Putin
Con Vladímir Putin en la presidencia se destinaron más fondos para las Fuerzas Terrestres Rusas, el cuartel general fue restablecido, y se produjeron algunos avances en la profesionalización (véase Kontráktniki más abajo). Los planes exigen una reducción en el servicio obligatorio a 18 meses en 2007 y a un año para 2008, pero permanecerá una Fuerza Terrestre mixta, tanto de soldados contratados y reclutas.
El aumento de fondos comenzó en 1999, cuando después de alguna recuperación en la economía rusa y un crecimiento de los ingresos asociados (especialmente del petróleo), "Rusia oficialmente informó que el gasto en defensa aumentó en términos nominales al menos, por primera vez desde la formación de la Federación Rusa." El presupuesto pasó de 141 000 millones de rublos en 2000 a 219 000 millones de rublos en 2001. Una gran parte de este presupuesto se empleó en el pago de personal. Ha habido varios aumentos de sueldo, comenzando con un 20 % de aumento autorizado en 2001, y el actual programa de profesionalización, incluyendo los 26 000 sargentos adicionales mencionados más abajo, que se espera que costaran como mínimo 31 000 millones de rublos. No obstante, el aumento de fondos se ha dividido a través de todo el presupuesto, armonizando el gasto en personal con una mejor obtención e invirtiendo en investigación y desarrollo.
Sin embargo, Alexander Golts en 2004 dijo que dada la insistencia de la jerarquía en intentar forzar soldados contratados en el antiguo patrón de recluta, hay poca esperanza de una consolidación fundamental de las Fuerzas Terrestres. Además explicó que se espera que continúen, hasta cierto punto, la desventaja militar y "el problema social más urgente de Rusia" durante algún tiempo. El periodista militar ruso Alexander Golts, citado en la introducción, resumió diciendo: "Todo esto significa que las fuerzas armadas rusas no están preparadas para defender el país y al mismo tiempo, son también peligrosas para Rusia. Los altos cargos militares no demuestran la voluntad ni la capacidad de efectuar cambios fundamentales."

## Personal
Las Fuerzas Terrestres estaban formadas en 2006 por un total aproximado de 395 000 personas incluyendo unos 190 000 reclutas y 35 000 personas de las Fuerzas Aerotransportadas (VDV). Esto puede compararse con un total aproximado de 670 000 personas, con 210 000 reclutas, en 1995-96 (también una estimación del IISS). No obstante, estos números deben tratarse con cautela debido a la dificultad de hacer cálculos precisos desde fuera de Rusia, y la confusión incluso dentro del Estado Mayor en el número de reclutas dentro de las fuerzas.

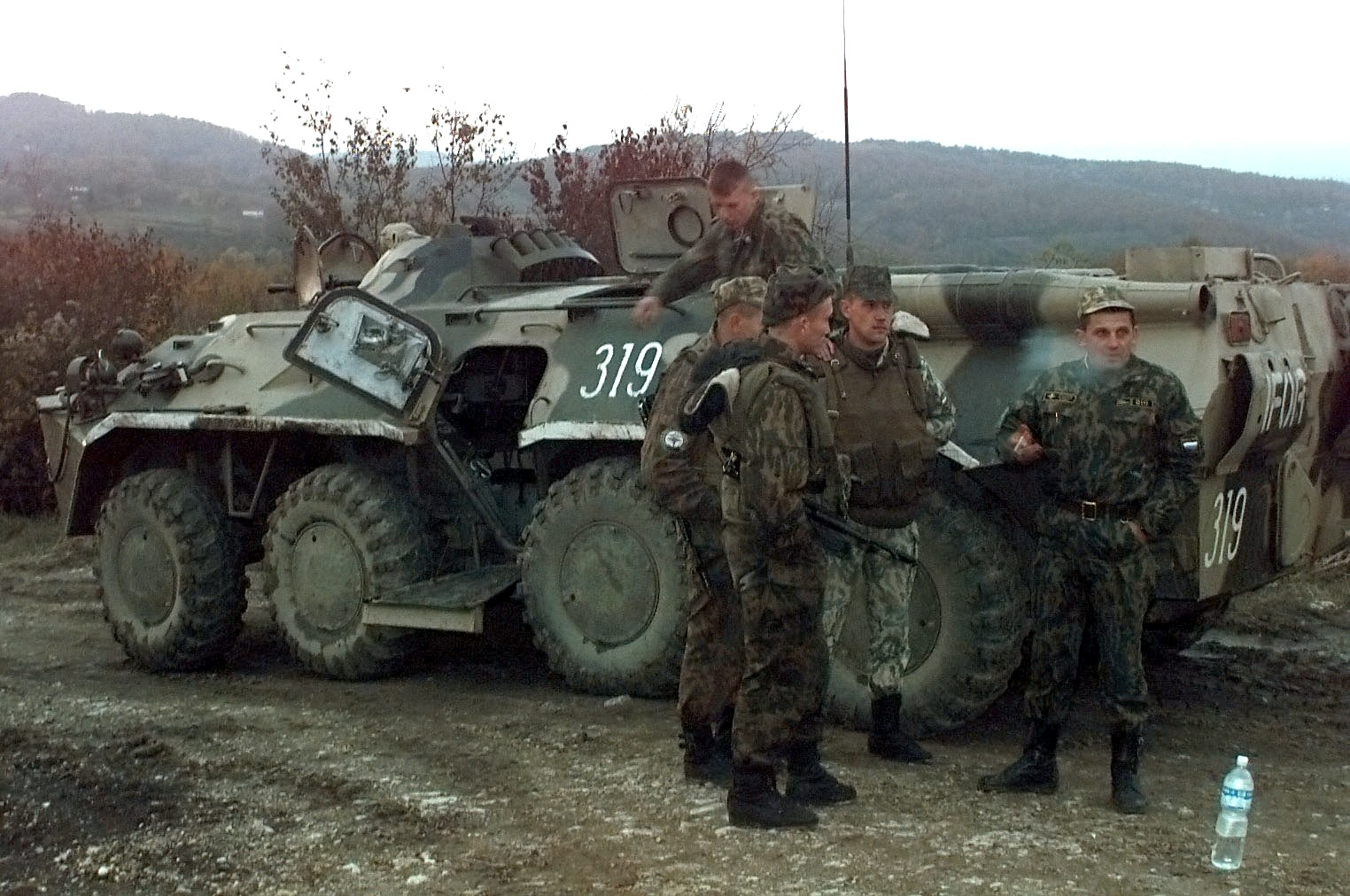
Soldados rusos y un vehículo de transporte blindado de personal BTR-80 en Bosnia y Herzegovina durante 1996.

La existencia de las Fuerzas Terrestres comenzó en 1992 heredando prácticamente sin cambios el sistema de potencial humano del ejército soviético, aunque estaba en un estado de rápida decadencia. Las Fuerzas Armadas Soviéticas estuvieron tradicionalmente dirigidas a través del servicio militar obligatorio, que se había reducido en 1967 de tres a dos años. Este sistema fue administrado a través de los miles de comisariados del ejército (военный комиссариат, военкомат (voyenkomat)) situados por toda la Unión Soviética. Entre enero y mayo de cada año, cada joven ciudadano varón soviético debía presentarse al voyenkomat local para la evaluación para el servicio militar, siguiendo un llamamiento basado en las listas de cada escuela y empleador del área. El voyenkomat trabajaba por cupos enviados por un departamento del Estado Mayor, listando como los jóvenes eran requeridos por cada servicio y rama de las Fuerzas Armadas. Sin embargo, desde la caída de la Unión Soviética evasión del reclutamiento se ha disparado; los oficiales regularmente lamentan el aproximadamente 10 % que de hecho forma parte de la red de reemplazo. Los nuevos reclutas eran elegidos por un oficial de su futura unidad y normalmente enviados por tren a través del país. A su llegada, comenzarían el curso para jóvenes soldados, y serían parte del sistema de gobierno por los de mayor antigüedad, conocido como dedovshchina, literalmente "gobierno por los abuelos." Hubo solo un muy pequeño número de suboficiales profesionales, ya que la mayoría de suboficiales fueron reclutas enviados a cursos cortos para prepararlos para posiciones de comandante y sargento de sección. Estos suboficiales reclutados fueron complementados con contramaestres práporshchik, posiciones creadas en los años 1960 para mantener la mayor variedad de habilidades requeridas para las armas modernas.
La proporción oficial-soldado del Ejército Soviético tenía un exceso de altos cargos, parcialmente a fin de compensar el relativamente bajo nivel de educación de la base del potencial humano del ejército y la falta de suboficiales profesionales. Después de la Segunda Guerra Mundial y la gran expansión de la educación de los oficiales, los oficiales se convirtieron en el producto de cuatro a cinco años de las escuelas militares superiores. Como en la mayoría de ejércitos, los oficiales recientemente en servicio normalmente se convirtieron en líderes de sección, teniendo que aceptar la responsabilidad del bienestar de los soldados y el entrenamiento (con las excepciones mencionadas más arriba). Los jóvenes oficiales en las unidades del Ejército Soviético eran formados día y noche, normalmente recibiendo solo tres días festivos cada mes. Las vacaciones anuales estaban bajo amenaza si surgían carencias dentro de la unidad, y la presión creaba una enorme tensión. Hacia el final de la Unión Soviética, esto condujo a una disminución en el estado de ánimo entre los jóvenes oficiales. Hoy en día los oficiales jóvenes no desean servir - en 2002 más de la mitad de los oficiales que dejaron las fuerzas lo hicieron tan prematuramente. Su estado de ánimo es bajo, entre otras razones, porque sus destinos están por completo en las manos de sus inmediatos superiores y el departamento de personal. Sin tener en cuenta sus acciones, pueden escoger ascenderlos o no ascenderlos, enviarlos a Moscú o a algún «destino en la frontera china dejados de la mano de Dios».
Hay poca información disponible sobre el estado actual de las mujeres, que no están reclutadas, en las Fuerzas Terrestres. Según la BBC, había 90 000 mujeres en el Ejército Ruso en 2002, aunque las estimaciones sobre el número de mujeres a través de todas las fuerzas armadas rusas en 2000 oscilaban entre 115 000 y 160 000. Es bastante posible que el periodista de la BBC se confundiera entre el Ejército (Fuerzas Terrestres) y las Fuerzas Armadas completas, dado que su nombre habitual en ruso es Ármiya. Las mujeres sirven en papeles de apoyo, más comúnmente en los campos de enfermería, comunicaciones e ingeniería. Algunas esposas de oficiales se han convertido en personal de servicio contratado.

### Kontráktniki
Desde los tímidos comienzos a principio de la década de 1990, el empleo de soldados contratados ha crecido mucho dentro de las Fuerzas Terrestres, aunque muchos han sido de baja calidad (esposas de oficiales con ningún otro empleo posible, por ejemplo). En diciembre de 2005, Serguéi Ivánov propuso que además de los numerosos soldados alistados contratados, todos los sargentos debían convertirse en profesionales, lo que aumentaría el número de soldados y suboficiales profesionales en el conjunto de las Fuerzas Armadas a aproximadamente 140 000 en 2008. El programa actual permite unos 26 000 puestos extras para sargentos completamente profesionales.
La CIA dijo en su World Fact Book que el 30 % del personal del ejército ruso eran militares contratados a finales de 2005, y que en mayo de 2006, 178 000 militares contratados estaban sirviendo en las Fuerzas Terrestres y la Armada. Hay planes de llamamientos a militares voluntarios para componer el 70 % de las fuerzas armadas para 2010, con el resto de militares consistiendo en reclutas. A finales 2005, las Fuerzas Terrestres tenían 40 unidades constantemente preparadas completamente de voluntarios, con otras 20 unidades constantemente preparadas para formarse en 2006. Estas cifras de la CIA pueden ser contrapuestas con los datos del IISS que dicen que a finales de 2004, el número de contratos que se firmaron en el Distrito Militar de Moscú fue sólo un 17 % de la cifra objetivo, en el Distrito Militar del Cáucaso Norte el 45 %, y en el Distrito Militar Volga-Urales el 25 %.
Comentaristas como Alexander Golts se muestran renuentes sobre el resultado que tendrán las nuevas contrataciones, y dudan que resulten en muchas más unidades preparadas para el combate, ya que los oficiales de alto rango "no ven diferencias entre los suboficiales profesionales,... y los reclutas que han sido instruidos en las escuelas de entrenamiento durante menos de seis meses. Estos sargentos no tendrán ni el conocimiento ni la experiencia que puede ayudarles a ganar autoridad en los cuarteles." El ministro de Defensa Serguéi Ivánov subrayó la fatal situación de la disciplina dentro de los cuarteles, incluso después de años de intentos de profesionalización, cuando hizo públicas las cifras oficiales de heridos en 2002. 531 hombres habían muerto en servicio como resultado de accidentes y crímenes y 20 000 habían sido heridos (los números aparentemente no incluyen suicidios). Según Ivanov, «la tasa de accidentes no está disminuyendo». Dos de cada siete reclutas se convertirán en adictos a las drogas y al alcohol mientras sirven su periodo, según informes de 2005. Parte de la razón es el sentimiento entre los militares contratados, los reclutas y los oficiales. Michael Orr: "No hay una relación de respeto mutuo entre los líderes y liderados y es difícil ver como puede crearse un ejército profesional sin esto...ahora [2002] los oficiales a menudo desprecian a los militares contratados incluso más que a los reclutas. Los 'Kontráktniki' sirviendo en Chechenia y otras 'zonas calientes' son a menudo llamados mercenarios y merodeadores por oficiales de alto rango." Dada esta situación, parece que cualquier ejército profesional de tipo occidental puede estar muy lejos. Además, el coste humano de la situación actual permanece alto, con el maltrato de los reclutas siendo etiquetado como "uno de los peores escándalos de los derechos humanos en Europa" por The Economist en 2005.

## Organización

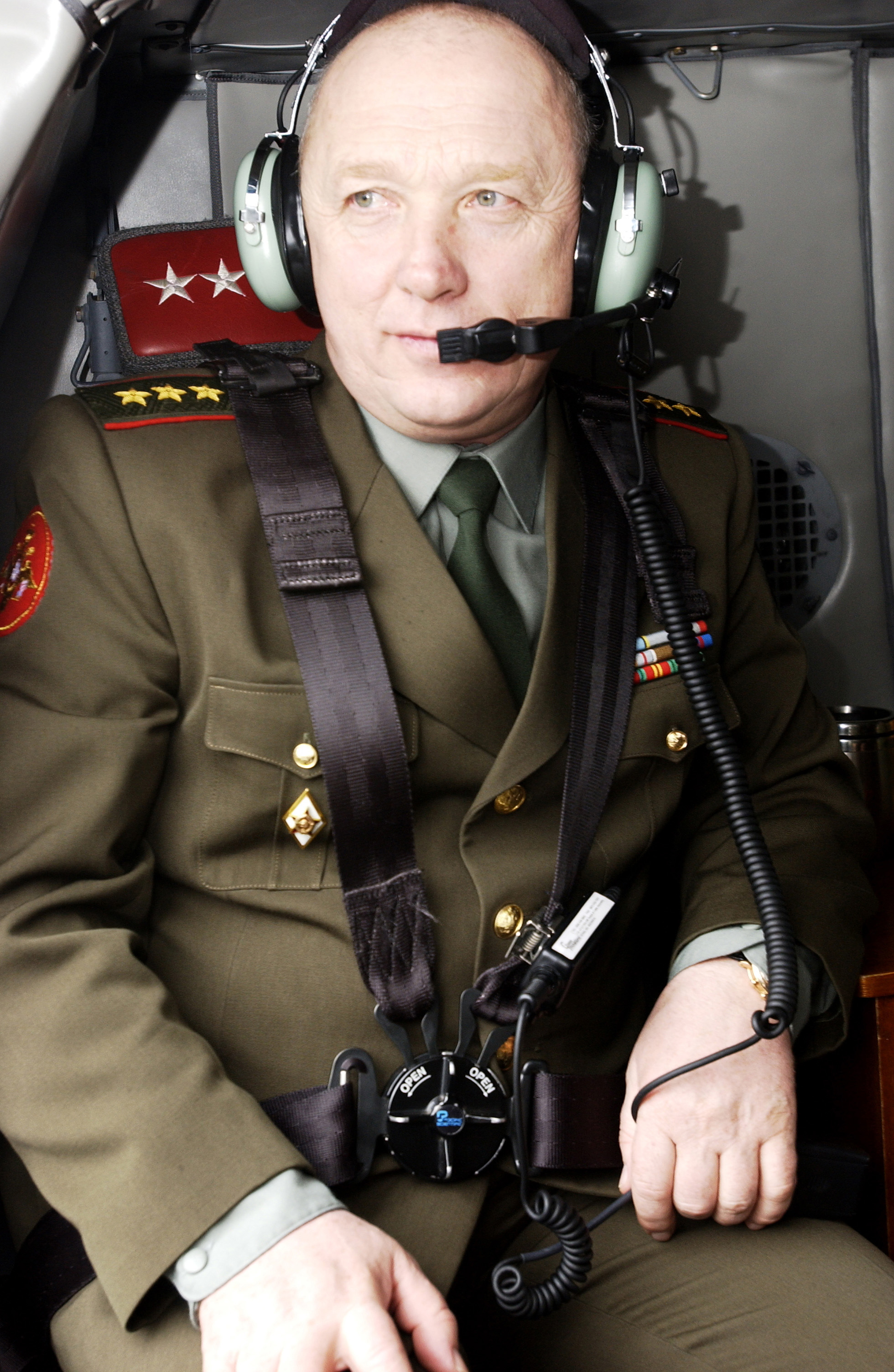
El Coronel General Alekséi Fiódorvich Máslov.

El Presidente de Rusia es el Comandante en Jefe Supremo de las fuerzas armadas. El Mando Principal (Glavkomat) de las Fuerzas Terrestres, con base en Moscú, dirige las actividades. Como se menciona más arriba, este cuerpo fue disuelto en 1997 pero reformado por el presidente Putin en 2001 nombrando al Coronel General Nikolái Kormíltsev como el comandante en jefe de las fuerzas terrestres y también como ministro de defensa adjunto. Kormíltsev le transfirió su puesto al Coronel General (ahora General de Ejército) Alekséi Máslov en 2004, y en un reajuste de las responsabilidades, el Comandante en Jefe de las Fuerzas Terrestres perdió su posición como ministro de Defensa adjunto. Como Kormíltsev, Máslov mientras servía como Comandante en Jefe de las Fuerzas Terrestres fue ascendido a General de Ejército.
El Mando Principal de las Fuerzas Terrestres está compuesto del Estado Mayor de las Fuerzas Terrestres, y los departamentos para las Fuerzas de Paz, los Armamentos de las Tropas Terrestres, los Servicios de Apoyo de las Fuerzas Terrestres, los Cuadros de las Tropas Terrestres (personal), el Trabajo de Adoctrinamiento y la Enseñanza Militar. También había varias juntas directivas que solían estar comandadas por los Comandantes en Jefe de las Fuerzas Terrestres en su capacidad como ministro de defensa adjunto. Incluían las Tropas de Defensa de Radiación, las Tropas de Defensa Química y las Tropas de Defensa Biológica de las Fuerzas Armadas, las Tropas de Ingenieros de las Fuerzas Armadas y las Tropas de Defensa Aérea, así como varias otras. Su estado de mando exacto es ahora desconocido.

### Estructura
Las fuerzas terrestres organizativamente consisten de distritos militares (Distrito Militar de Moscú, Distrito Militar de Leningrado, Distrito Militar del Cáucaso Norte, Distrito Militar Volga-Urales, Distrito Militar de Siberia y Distrito Militar del Extremo Oriente), ocho cuarteles generales del ejército, un cuartel general de los cuerpos del ejército (68.º en el Extremo Oriente), divisiones de tanques, divisiones de rifles motorizadas, divisiones de artillería, distritos fortificados, unidades militares individuales, establecimientos militares, empresas y organizaciones.

Distritos Federales Rusos, con Moscú (que tiene límites contiguos con el Distrito Militar de Moscú) destacado. El Distrito Militar Volga-Urales cubre los Distritos del Volga y los Urales.

Las ramas de servicio incluyen rifles motorizados, tanques, artillería y fuerzas de cohetes, tropas de defensa aérea, cuerpos especiales (reconocimiento, señales, guerra radioelectrónica, ingeniería, radiación, protección química y biológica, apoyo técnico, automóviles y la protección de la retaguardia), unidades militares y establecimientos logísticos.

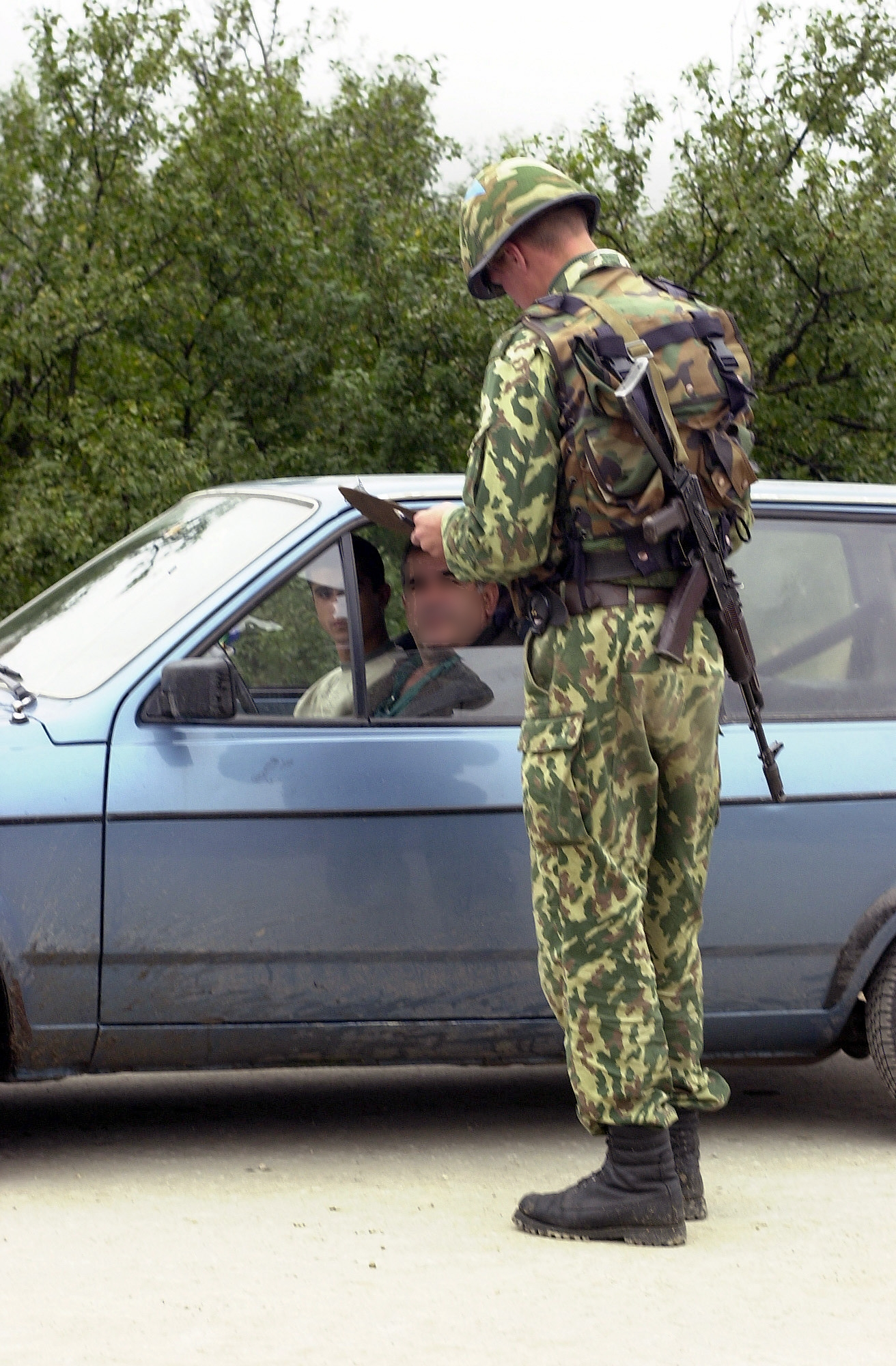
Un soldado ruso en un puesto de control en Kosovo en 2001.

Las Tropas de Rifles Motorizadas son la rama más numerosa del servicio, que constituye el núcleo de las formaciones de batalla de las Fuerzas Terrestres. Están equipadas con armamento potente para la destrucción de objetivos terrestres y aéreos, complejos de misiles, tanques, artillería y morteros, misiles guiados antitanques, sistemas e instalaciones de misiles antiaéreos, y medios de reconocimiento y control. Se estima que hay actualmente 19 divisiones de rifles motorizadas, y que la Armada tiene ahora varias formaciones de rifles motorizadas bajo su mando en las Fuerzas Defensivas Terrestres y Costeras de la Flota del Báltico y el Grupo de Tropas y Fuerzas del Nordeste en la Península de Kamchatka y otras áreas del extremo Nordeste.
Las Tropas de Tanques son la principal fuerza de impacto de las Fuerzas Terrestres y los medios potentes de la lucha armada, con la intención de cumplimiento de las tareas más importantes de combate. Hay actualmente tres divisiones de tanques en la fuerza: 4.ª y 10.ª dentro del Distrito Militar de Moscú y 5.ª Gds "Don" en el Distrito Militar de Siberia. La 2.ª División de Taques en el Distrito Militar de Siberia y la 21.ª División de Tanques en el Distrito Militar del Extremo Oriente han sido disueltas en los últimos tres años.
Las Fuerzas de Artillería y Cohetes proporcionan la capacidad de artillería principal de las Fuerzas Terrestres y los medios operativos más importantes en la solución de los problemas en el combate por la derrota aplastante de agrupaciones de enemigos. Las Fuerzas Terrestres actualmente incluyen 5 o 6 divisiones de defensa con Ametralladoras/Artillería estáticas y aparentemente ahora una división de artillería en el campo - la 34.ª de Guardias en el Distrito Militar de Moscú. Las anteriores 12.ª en el Distrito Militar de Siberia, y posiblemente la 15.ª(?) en el Distrito Militar del Extremo Oriente parece que han sido disueltas. Las Tropas de Defensa Aéreas (PVO) son una de las armas básicas para la destrucción de fuerzas aéreas enemigas. Consisten de misiles tierra-aire, artillería antiaérea y unidades radio-técnicas y subdivisiones.
La Aviación del Ejército, aunque tiene la intención de dar apoyo directo a las Fuerzas Terrestres, está ahora bajo el control de las Fuerzas Aéreas (VVS).

### ORBAT: Orden de batalla
Composición de la estructura de la Fuerza Terrestre de las Fuerzas Armadas de Rusia, con las principales unidades de maniobra a partir del año 2022.
Tipos de unidades de maniobra:
- Brigada de Tanques: Hay una, cuenta con 3 batallones de tanques y un batallón de fusileros.
- Regimiento de Tanques: Hay 14, cuentan con 3 batallones de tanques y un batallón de fusileros cada uno.
- Batallón Independiente de Tanques: Hay dos en las divisiones 19.º y 20.º (de cuatro compañías)
- Brigada Motorizada de Fusileros Pesada: Hay 1, cuentan con 2 batallones de fusileros y 2 batallones de tanques.
- Brigada Motorizada de Fusileros: Hay 20, cuentan con 3 batallones de fusileros y un batallón de tanques cada una.
- Brigada Motorizada de Fusileros de Montaña: Hay 2, cuentan con 3 batallones de fusileros.
- Brigada Mixta (Base Militar en el extranjero): Hay 3, cuentan con 4 batallones de fusileros y un batallón de tanques (de cuatro compañías)
- Regimiento Motorizado de Fusileros: Hay 24, cuentan con 3 Batallones de fusileros y un batallón de tanques cada uno.
- Regimiento Motorizado de Fusileros de Proposito Especial: Hay 1, cuentan con 3 Batallones de fusileros.
- Regimiento de Artilleria con Ametralladoras (Fortaleza de guarnición insular): Hay 2 en las Islas Kuriles, incluyen una compañía de tanques

| Ejército                                                                      | División / Base                                                                               | Brigada / Regimiento                                                                |
| Distrito Militar "Oeste"                                                      | Distrito Militar "Oeste"                                                                      | Distrito Militar "Oeste"                                                            |
| ----------------------------------------------------------------------------- | --------------------------------------------------------------------------------------------- | ----------------------------------------------------------------------------------- |
| 1.º Ejército de Tanques de la Guardia (Odintsovo, región de Moscú)            | 4.º División de Tanques de la Guardia "Kantemirovskaya" (Naro-Fominsk)                        | 12.º Regimiento de Tanques de la Guardia Shepetovskydas (Naro-Fominsk)              |
| 1.º Ejército de Tanques de la Guardia (Odintsovo, región de Moscú)            | 4.º División de Tanques de la Guardia "Kantemirovskaya" (Naro-Fominsk)                        | 13.º Regimiento de Tanques de la Guardia Shepetovsky (Naro-Fominsk)                 |
| 1.º Ejército de Tanques de la Guardia (Odintsovo, región de Moscú)            | 4.º División de Tanques de la Guardia "Kantemirovskaya" (Naro-Fominsk)                        | 423.º Regimiento Motorizado de Fusileros de la Guardia Yampolsky (Naro-Fominsk)     |
| 1.º Ejército de Tanques de la Guardia (Odintsovo, región de Moscú)            | 47.º División de Tanques de la Guardia "Nizhnedneprovskaya" (Mulino)                          | 26.º Regimiento de Tanques de la Guardia Feodosia                                   |
| 1.º Ejército de Tanques de la Guardia (Odintsovo, región de Moscú)            | 47.º División de Tanques de la Guardia "Nizhnedneprovskaya" (Mulino)                          | 153.º Regimiento de Tanques de la Guardia Smolensk                                  |
| 1.º Ejército de Tanques de la Guardia (Odintsovo, región de Moscú)            | 47.º División de Tanques de la Guardia "Nizhnedneprovskaya" (Mulino)                          | 245.º Regimiento Motorizado de Fusileros de la Guardia Gnezno                       |
| 1.º Ejército de Tanques de la Guardia (Odintsovo, región de Moscú)            | 2.º División Motorizada de Fusileros de la Guardia "Taman" (Kalinets)                         | 1.º Regimiento de Tanques de la Guardia Chertkovsky (Kalinets)                      |
| 1.º Ejército de Tanques de la Guardia (Odintsovo, región de Moscú)            | 2.º División Motorizada de Fusileros de la Guardia "Taman" (Kalinets)                         | 1.º Regimiento Motorizado de Fusileros de la Guardia Sebastopol (Kalinets)          |
| 1.º Ejército de Tanques de la Guardia (Odintsovo, región de Moscú)            | 2.º División Motorizada de Fusileros de la Guardia "Taman" (Kalinets)                         | 15.º Regimiento Motorizado de Fusileros de la Guardia Lenin (Kalinets)              |
| 1.º Ejército de Tanques de la Guardia (Odintsovo, región de Moscú)            | 27.º Brigada Motorizada de Fusileros de la Guardia Sebastopol (Mosrentgen)                    |                                                                                     |
| 6.º Ejército de Armas Combinadas (Agalatovo, región de Leningrado)            |                                                                                               | 25.º Brigada Motorizada de Fusileros de la Guardia "Fusileros Letones" (Luga)       |
| 6.º Ejército de Armas Combinadas (Agalatovo, región de Leningrado)            | 138.º Brigada Motorizada de Fusileros de la Guardia Krasnoselskaya (Kamenka)                  |                                                                                     |
| 20.º Ejército de Armas Combinadas (Vorónezh)                                  | 3.º División Motorizada de Fusileros "Vislenskaya" (Valuyki)                                  | 237.º Regimiento de Tanques del (Soloti)                                            |
| 20.º Ejército de Armas Combinadas (Vorónezh)                                  | 3.º División Motorizada de Fusileros "Vislenskaya" (Valuyki)                                  | 252.º Regimiento Motorizado de Fusileros de la Guardia (Boguchar)                   |
| 20.º Ejército de Armas Combinadas (Vorónezh)                                  | 3.º División Motorizada de Fusileros "Vislenskaya" (Valuyki)                                  | 752.º Regimiento Motorizado de Fusileros de la Guardia Petrokovsky (Valuyki)        |
| 20.º Ejército de Armas Combinadas (Vorónezh)                                  | 144.ª División Motorizada de Fusileros de la Guardia "Elninskaya" (Smolensk)                  | 59.º Regimiento de Tanques de la Guardia Lublin (Yelnya)                            |
| 20.º Ejército de Armas Combinadas (Vorónezh)                                  | 144.ª División Motorizada de Fusileros de la Guardia "Elninskaya" (Smolensk)                  | 254.º Regimiento Motorizado de Fusileros de la Guardia (Zaimishche)                 |
| 20.º Ejército de Armas Combinadas (Vorónezh)                                  | 144.ª División Motorizada de Fusileros de la Guardia "Elninskaya" (Smolensk)                  | 488.º Regimiento Motorizado de Fusileros de la Guardia Simferopol(Klintsy)          |
| Distrito Militar "Sur"                                                        |                                                                                               |                                                                                     |
| 8.º Ejército de Armas Combinadas de la Guardia (Novocherkask)                 | 20.º División Motorizada de Fusileros "Cárpatos-Berlín" (Volgogrado, Kamyshin)                | 33.º Regimiento Motorizado de Fusileros de cosacos del Don Berlín (Kamyshin)        |
| 8.º Ejército de Armas Combinadas de la Guardia (Novocherkask)                 | 20.º División Motorizada de Fusileros "Cárpatos-Berlín" (Volgogrado, Kamyshin)                | 242.º Regimiento Motorizado de Fusileros de la Guardia Zalishchitsky (Kamyshin)     |
| 8.º Ejército de Armas Combinadas de la Guardia (Novocherkask)                 | 20.º División Motorizada de Fusileros "Cárpatos-Berlín" (Volgogrado, Kamyshin)                | 255.º Regimiento Mot. de Fusileros de la Guardia Stalingrado-Korsunsky (Volgogrado) |
| 8.º Ejército de Armas Combinadas de la Guardia (Novocherkask)                 | 20.º División Motorizada de Fusileros "Cárpatos-Berlín" (Volgogrado, Kamyshin)                | 428.º Batallón Independiente de Tanques Bobruisk (Volgogrado)                       |
| 8.º Ejército de Armas Combinadas de la Guardia (Novocherkask)                 | 150.º División Motorizada de Fusileros "Idritsko-Berlín" (Novocherkassk)                      | 68.º Regimiento de Tanques de la Guardia Zhytomyr-Berlin (Persianovsky)             |
| 8.º Ejército de Armas Combinadas de la Guardia (Novocherkask)                 | 150.º División Motorizada de Fusileros "Idritsko-Berlín" (Novocherkassk)                      | 163.º Regimiento de Tanques de la Guardia Nezhinsky (Persianovsky)                  |
| 8.º Ejército de Armas Combinadas de la Guardia (Novocherkask)                 | 150.º División Motorizada de Fusileros "Idritsko-Berlín" (Novocherkassk)                      | 102.º Regimiento Motorizado de Fusileros Slonim-Pomerania (Persianovsky)            |
| 8.º Ejército de Armas Combinadas de la Guardia (Novocherkask)                 | 150.º División Motorizada de Fusileros "Idritsko-Berlín" (Novocherkassk)                      | 103.er Regimiento Motorizado de Fusileros (Rostov-on-Don)                           |
| 49.º Ejército de Armas Combinadas (Stávropol)                                 |                                                                                               | 34.º Brigada Motorizada de Fusileros de montaña (Storozhevaya)                      |
| 49.º Ejército de Armas Combinadas (Stávropol)                                 | 205.º Brigada Motorizada de Fusileros Cosaca (Budyonnovsk)                                    |                                                                                     |
| 49.º Ejército de Armas Combinadas (Stávropol)                                 | 7.º Base Militar - Brigada Mixta - "Krasnodar" (Gudauta - Abjasia)                            |                                                                                     |
| 58.º Ejército de Armas Combinadas (Vladikavkaz)                               | 19.º División Motorizada de Fusileros "Voronezh-Shumlinskaya" (Vladikavkaz)                   | 135.º Regimiento Motorizado de Fusileros (Ingusetia)                                |
| 58.º Ejército de Armas Combinadas (Vladikavkaz)                               | 19.º División Motorizada de Fusileros "Voronezh-Shumlinskaya" (Vladikavkaz)                   | 429.º Regimiento Motorizado de Fusileros "kosakos del Kuban" (Mozdok)               |
| 58.º Ejército de Armas Combinadas (Vladikavkaz)                               | 19.º División Motorizada de Fusileros "Voronezh-Shumlinskaya" (Vladikavkaz)                   | 503.º Regimiento Motorizado de Fusileros de la Guardia Fastov (Troitskaya)          |
| 58.º Ejército de Armas Combinadas (Vladikavkaz)                               | 19.º División Motorizada de Fusileros "Voronezh-Shumlinskaya" (Vladikavkaz)                   | 693.º Regimiento Motor. de Fusileros de la Guardia Vapnyar-Berlín (Tskhinval)       |
| 58.º Ejército de Armas Combinadas (Vladikavkaz)                               | 19.º División Motorizada de Fusileros "Voronezh-Shumlinskaya" (Vladikavkaz)                   | 141.º Batallón Indep. de Tanques de la Guardia Vapnyar-Varsovia (Vladikavkaz)       |
| 58.º Ejército de Armas Combinadas (Vladikavkaz)                               | 42.º División Motorizada de Fusileros de la Guardia "Evpatoria" (Grozni)                      | 70.º Regimiento Motorizado de Fusileros de la Guardia (Shali).                      |
| 58.º Ejército de Armas Combinadas (Vladikavkaz)                               | 42.º División Motorizada de Fusileros de la Guardia "Evpatoria" (Grozni)                      | 71.º Regimiento Motorizado de Fusileros de la Guardia (Kalinovskaya).               |
| 58.º Ejército de Armas Combinadas (Vladikavkaz)                               | 42.º División Motorizada de Fusileros de la Guardia "Evpatoria" (Grozni)                      | 78.º Regimiento Motor. de propósito especial "Sever-Akhmat" (Sernovodskoye)         |
| 58.º Ejército de Armas Combinadas (Vladikavkaz)                               | 42.º División Motorizada de Fusileros de la Guardia "Evpatoria" (Grozni)                      | 291.º Regimiento Motorizado de Fusileros de la Guardia (Borzoi).                    |
| 58.º Ejército de Armas Combinadas (Vladikavkaz)                               | 136.º Brigada Motorizada de Fusileros de la Guardia Uman-Berlín (Buinaksk)                    |                                                                                     |
|                                                                               |                                                                                               | 102.º Base Militar - Brigada Mixta (Gyumri - Armenia)                               |
| Distrito Militar "Centro"                                                     |                                                                                               |                                                                                     |
| 2.º Ejército de Armas Combinadas de la Guardia (Samara)                       |                                                                                               | 15.º Brigada Motorizada de Fusileros de la Guardia (Roshchinsky)                    |
| 2.º Ejército de Armas Combinadas de la Guardia (Samara)                       | 21.º Brigada Motor. de Fusileros. de la Guardia Omsko-Novobugskaya Kya (Totskoye)             |                                                                                     |
| 2.º Ejército de Armas Combinadas de la Guardia (Samara)                       | 30.º Brigada Motorizada de Fusileros (Roshchinsky)                                            |                                                                                     |
| 41.º Ejército de Armas Combinadas (Nobosibirsk)                               |                                                                                               | 35.º Brigada Motorizada de Fusileros de la Guardia Volgograd-Kiev (Aleysk)          |
| 41.º Ejército de Armas Combinadas (Nobosibirsk)                               | 55.º Brigada Motorizada de Fusileros de montaña (Kyzyl)                                       |                                                                                     |
| 41.º Ejército de Armas Combinadas (Nobosibirsk)                               | 74.º Brigada Motor. de Fusileros de Fusileros de la Guardia Zvenigorod-Berlín (Yurga)         |                                                                                     |
|                                                                               | 90.º División de Tanques de la Guardia "Vitebsk-Novgorod" (Chebarkul - Región de Cheliábinsk) | 6.º Regimiento de Tanques de la Guardia Lvov (Chebarkul)                            |
| 80.º Regimiento de Tanques de la Guardia (Chebarkul)                          | 90.º División de Tanques de la Guardia "Vitebsk-Novgorod" (Chebarkul - Región de Cheliábinsk) |                                                                                     |
| 239.º Regimiento Tanques de la Guardia cosaca Orenburg (Chebarkul)            | 90.º División de Tanques de la Guardia "Vitebsk-Novgorod" (Chebarkul - Región de Cheliábinsk) |                                                                                     |
| 228.º Regimiento Motorizado de Fusileros Leningrado-Pavlovsky (Ekaterimburgo) | 90.º División de Tanques de la Guardia "Vitebsk-Novgorod" (Chebarkul - Región de Cheliábinsk) |                                                                                     |
| Bases militares en el exterior                                                |                                                                                               | 201.º Base Militar - Brigada Mixta - "Gatchina" (Dushanbe)                          |
| Distrito Militar "Este"                                                       |                                                                                               |                                                                                     |
| 5.º Ejército de Armas Combinadas (Ussuriysk)                                  | 127.º División Motorizada de Fusileros (Sergeevka)                                            | 218.º Regimiento de Tanques (Lipovtsy)                                              |
| 5.º Ejército de Armas Combinadas (Ussuriysk)                                  | 127.º División Motorizada de Fusileros (Sergeevka)                                            | 114.º Regimiento Mot. de Fusil. de la Guardia Dukhovshchinsko-Khingan (Ussuriysk)   |
| 5.º Ejército de Armas Combinadas (Ussuriysk)                                  | 127.º División Motorizada de Fusileros (Sergeevka)                                            | 143.º Regimiento Motorizado de Fusileros (Sergeevka)                                |
| 5.º Ejército de Armas Combinadas (Ussuriysk)                                  | 127.º División Motorizada de Fusileros (Sergeevka)                                            | 394.º Regimiento Motorizado de Fusileros (Sergeevka)                                |
| 5.º Ejército de Armas Combinadas (Ussuriysk)                                  | 57.º Brigada Motorizada de Fusileros Krasnograd (Bikin)                                       |                                                                                     |
| 5.º Ejército de Armas Combinadas (Ussuriysk)                                  | 60.º Brigada Motorizada de Fusileros (Kamen-Rybolov)                                          |                                                                                     |
| 29.º Ejército de Armas Combinadas (Chita)                                     |                                                                                               | 36.º Brigada Motorizada de Fusileros de la Guardia Lozovsky (Borzya)                |
| 35.º Ejército de Armas Combinadas (Belogorsk)                                 |                                                                                               | 38.º Brigada Motorizada de Fusileros de la Guardia Vitebsk (Ekaterinoslavka)        |
| 35.º Ejército de Armas Combinadas (Belogorsk)                                 | 64.º Brigada Motor. de Fusileros de la Guardia (Knyaz-Volkonskoye - Jabárovsk)                |                                                                                     |
| 35.º Ejército de Armas Combinadas (Belogorsk)                                 | 69.º Brigada de cobertura de F. M. cosacos de Amur de Svir-Pomerania (Babstovo)               |                                                                                     |
| 36.º Ejército de Armas Combinadas (Ulan-Ude)                                  |                                                                                               | 5.º Brigada de Tanques de la Guardia Tatsin (estructura divisional)                 |
| 36.º Ejército de Armas Combinadas (Ulan-Ude)                                  | 37.º Brigada Motor. de Fusil. de Cosacos del Don de la Guardia Budapest (Kyakhta)             |                                                                                     |
| 68.º Cuerpo de Ejército (Guarnición insular) (Yuzhno-Sakhalinsk)              | 18.º División de Artillería con Ametralladoras (Fortalezas) (Goryachiye Klyuchi)              | 46.º Regimiento de Artillería con Ametralladoras (Lagunnoye, isla Kunashir)         |
| 68.º Cuerpo de Ejército (Guarnición insular) (Yuzhno-Sakhalinsk)              | 18.º División de Artillería con Ametralladoras (Fortalezas) (Goryachiye Klyuchi)              | 49.º Regimiento de Artillería con Ametralladoras (Goryachie Klyuchi, isla Iturup)   |
| 68.º Cuerpo de Ejército (Guarnición insular) (Yuzhno-Sakhalinsk)              | 39.º Brigada Motorizada de Fusileros (Yuzhno-Sakhalinsk, isla de Sajalín)                     |                                                                                     |

## Material

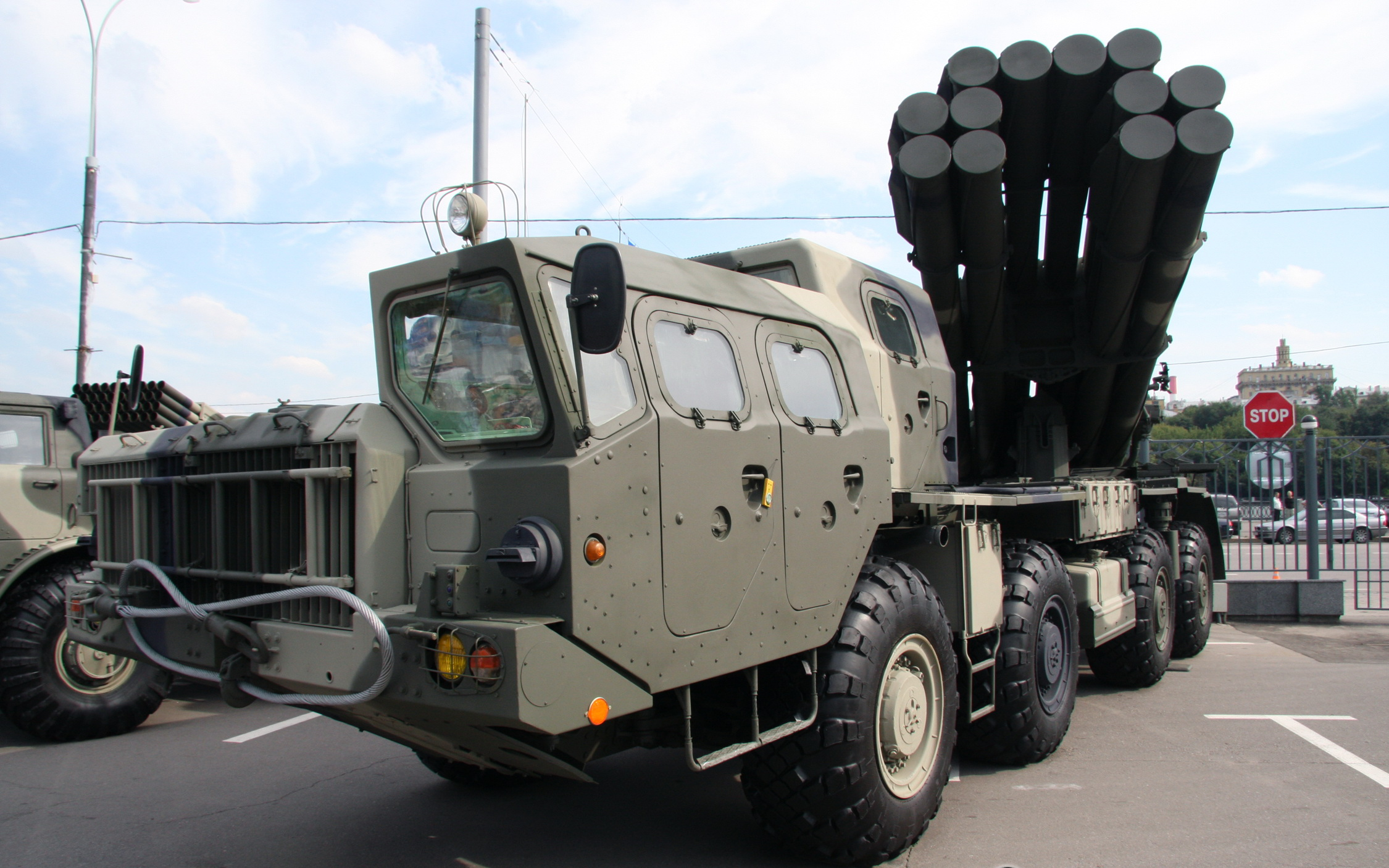
BM-30 Smerch
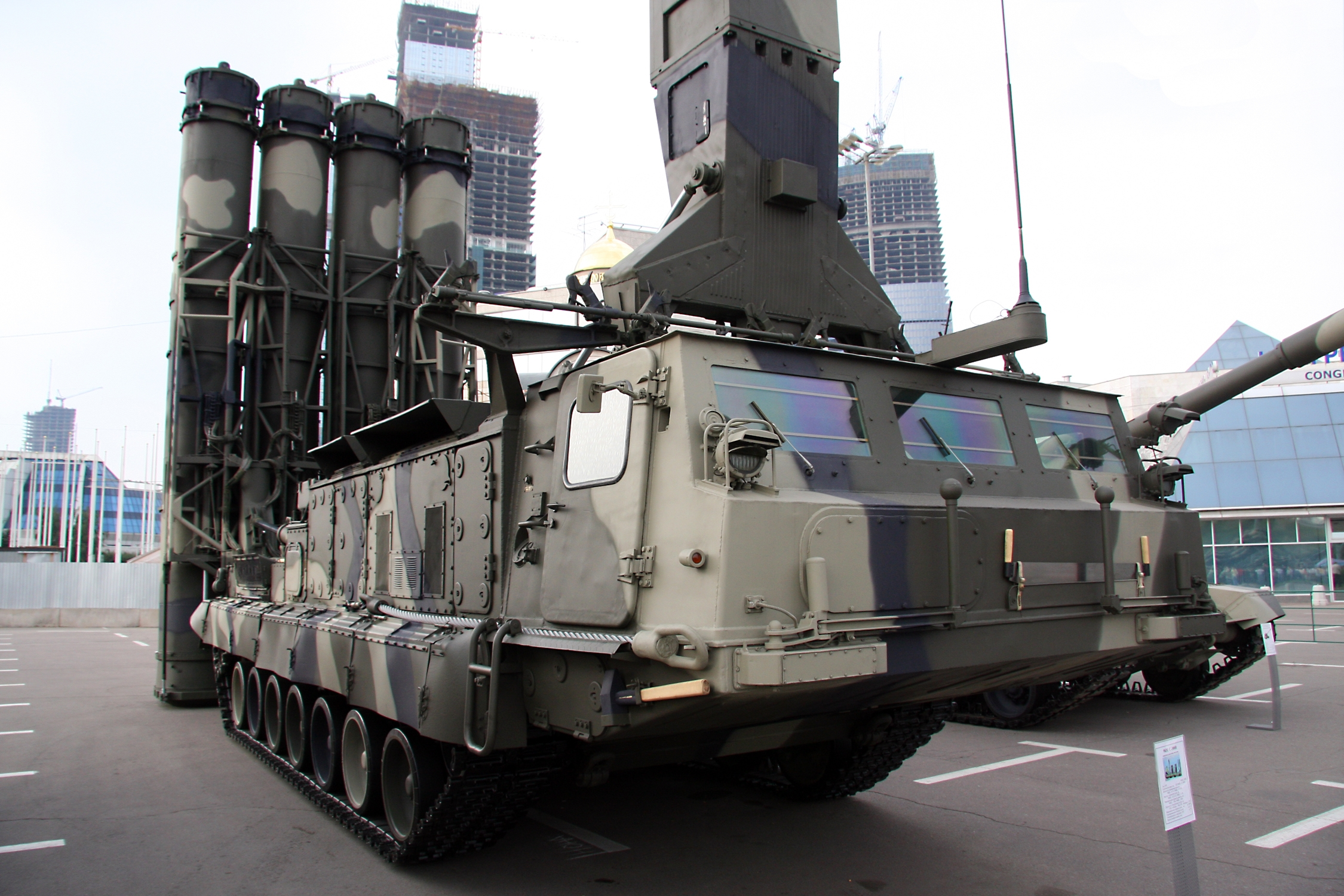
S-300 Antey-300/S-300V4
- BM-21
- 9K720 Iskander Missile
- BMP-3
- T-72
- 9A52-4 Tornado
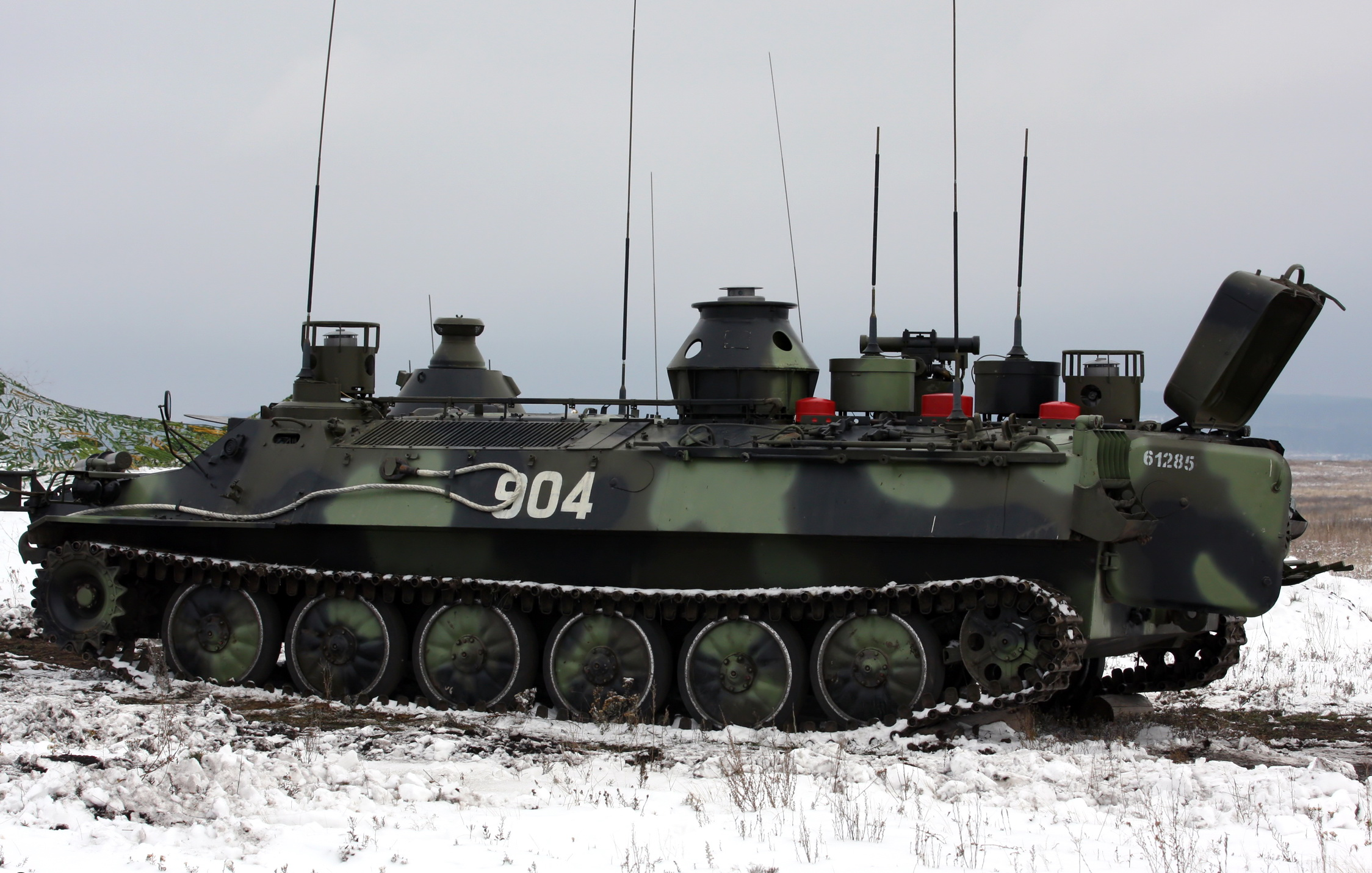
K-612-O/KDKhR-1N (nuclear)
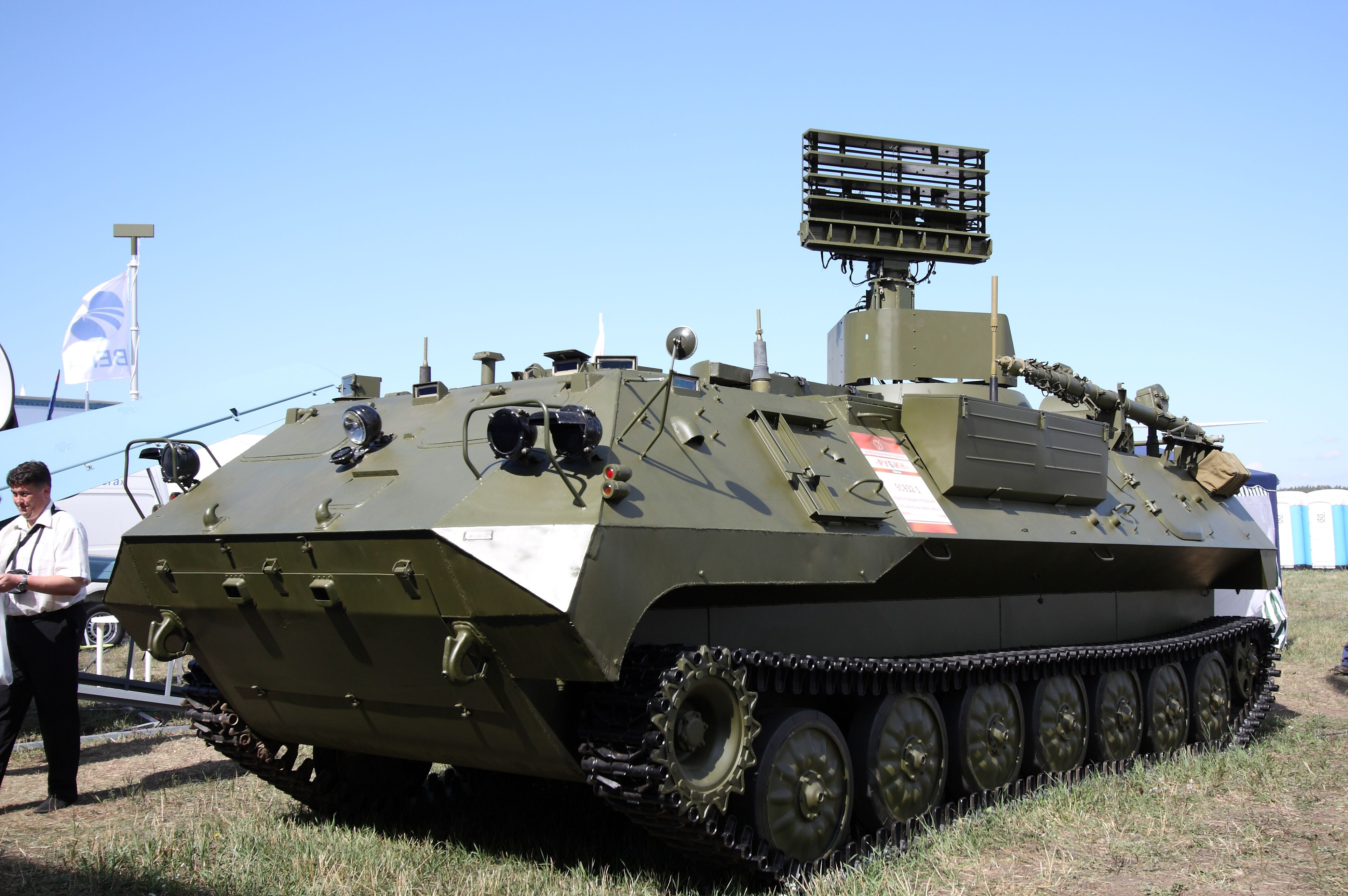
9S932T-1 Barnaul-T
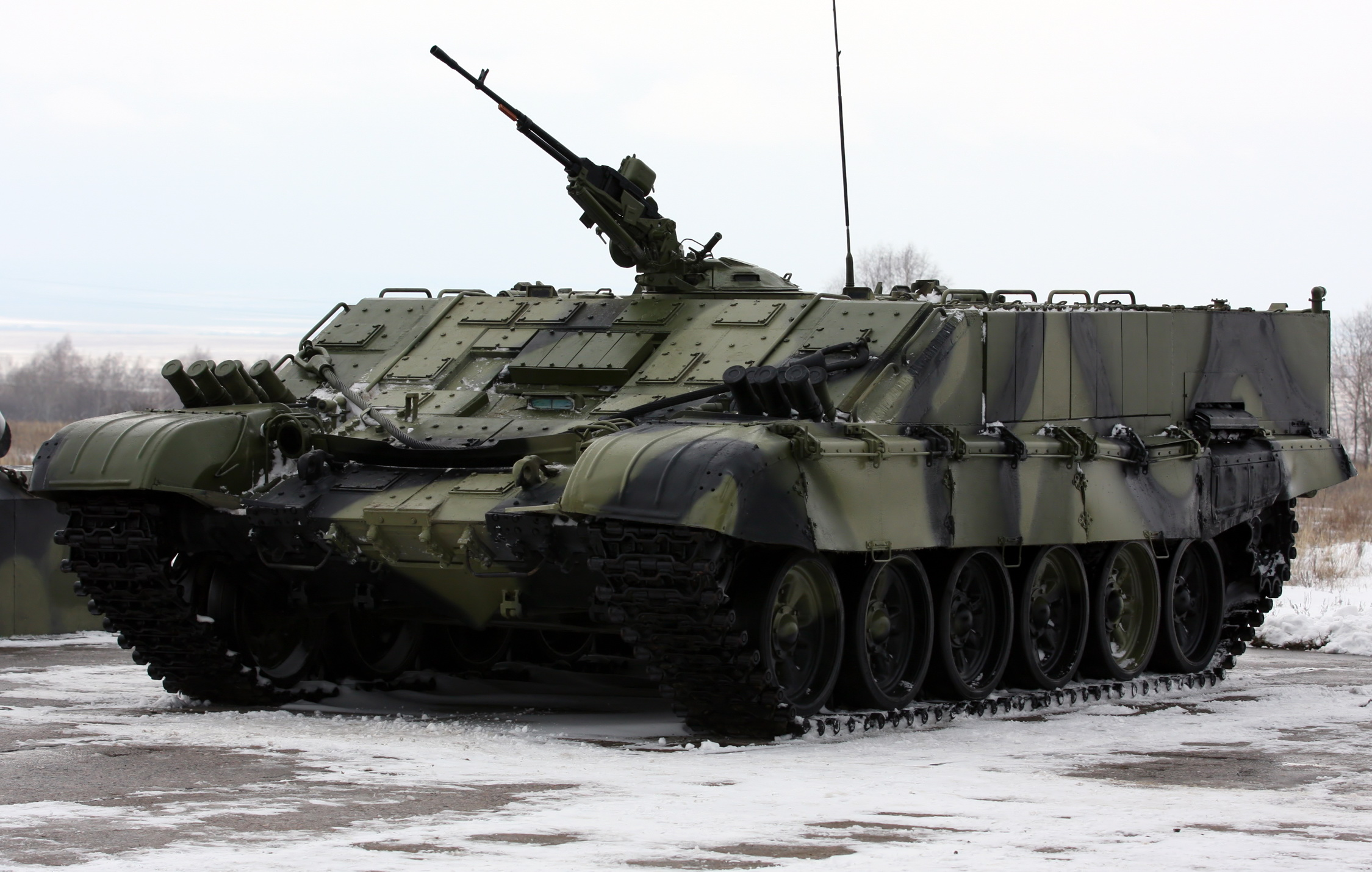
BMO-T
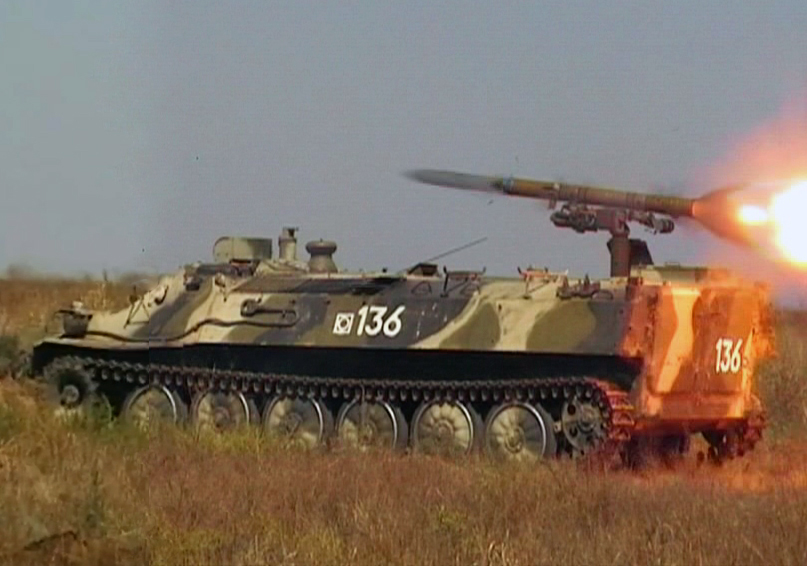
Šturm
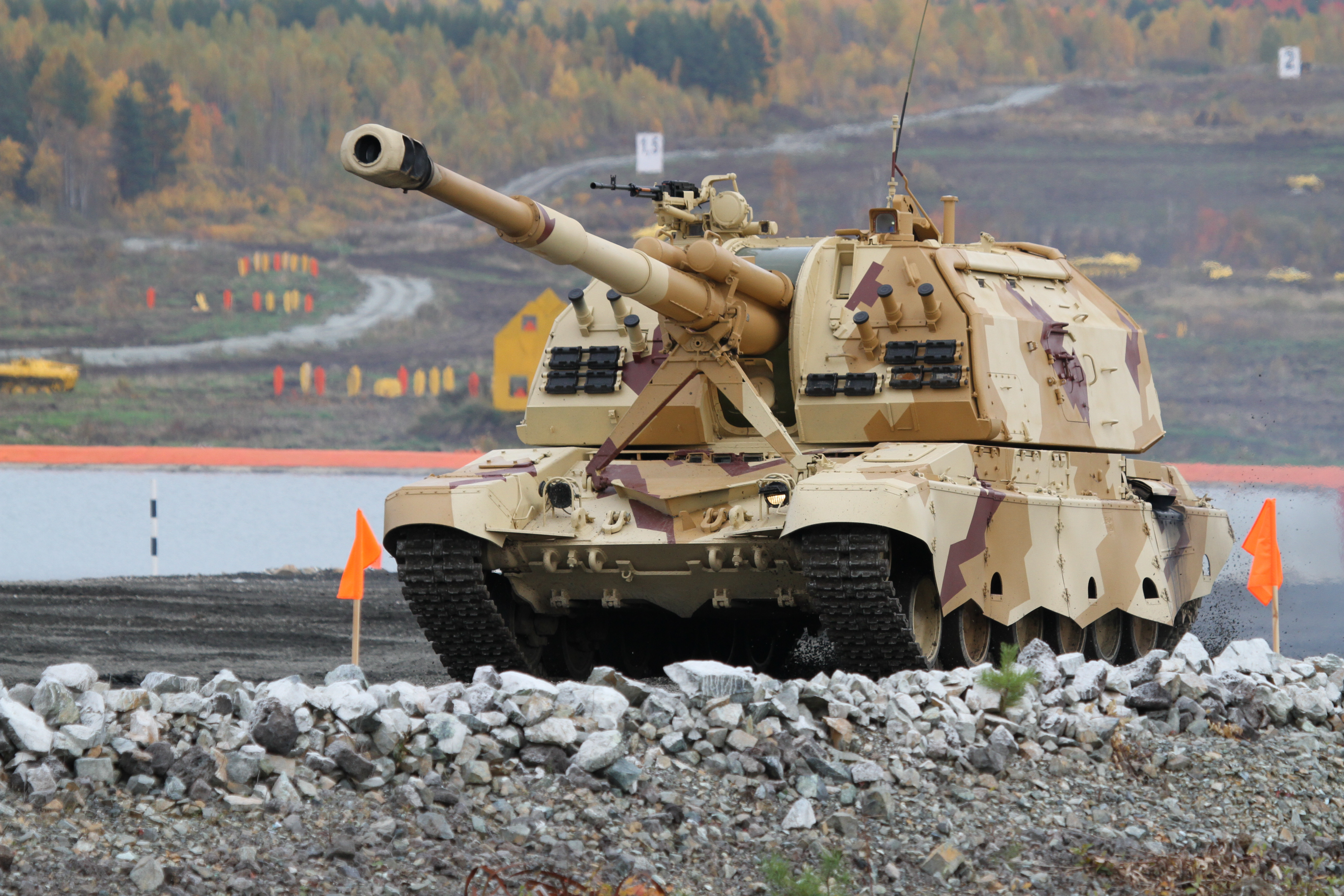
2S19
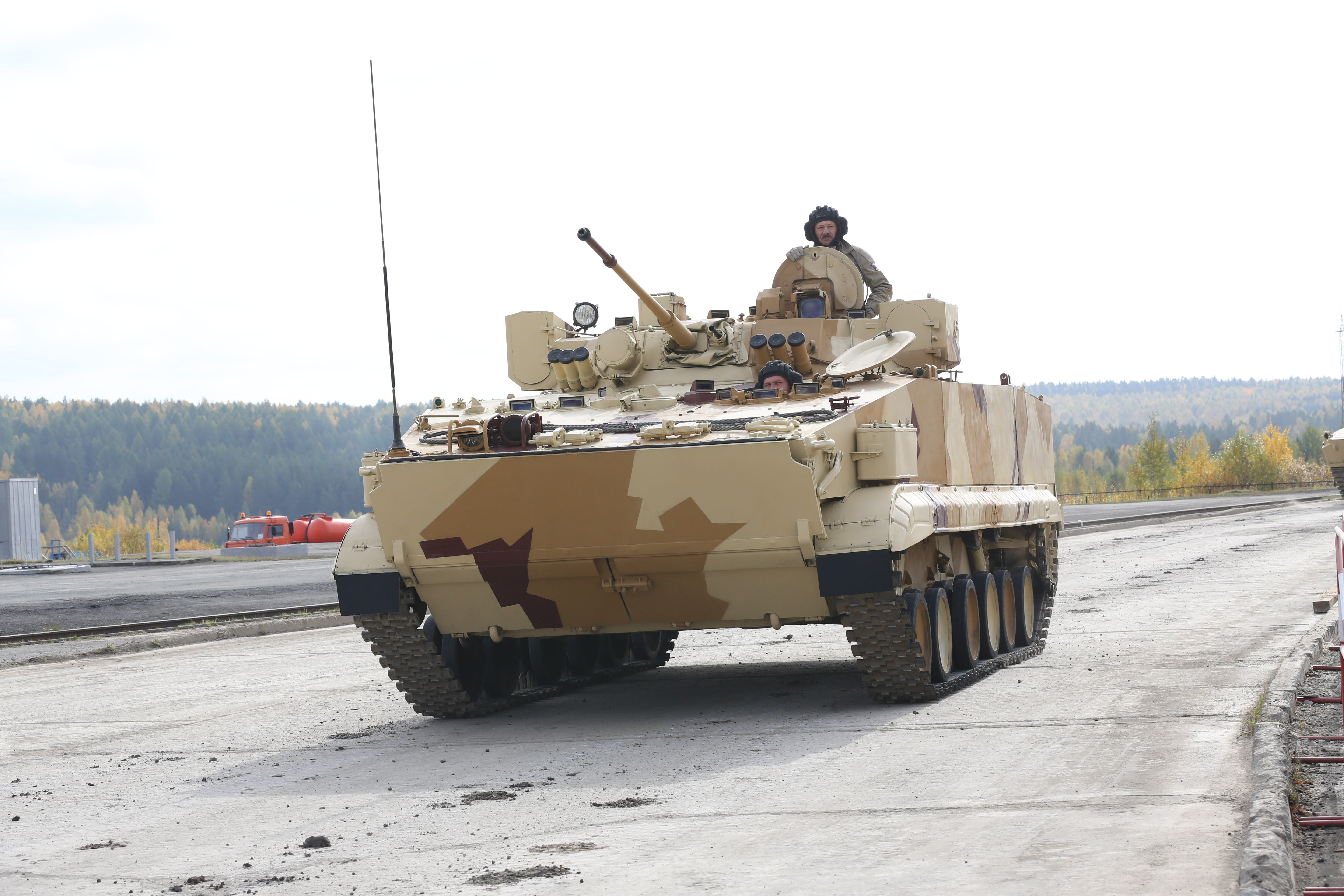
BRM-3K "Rys"
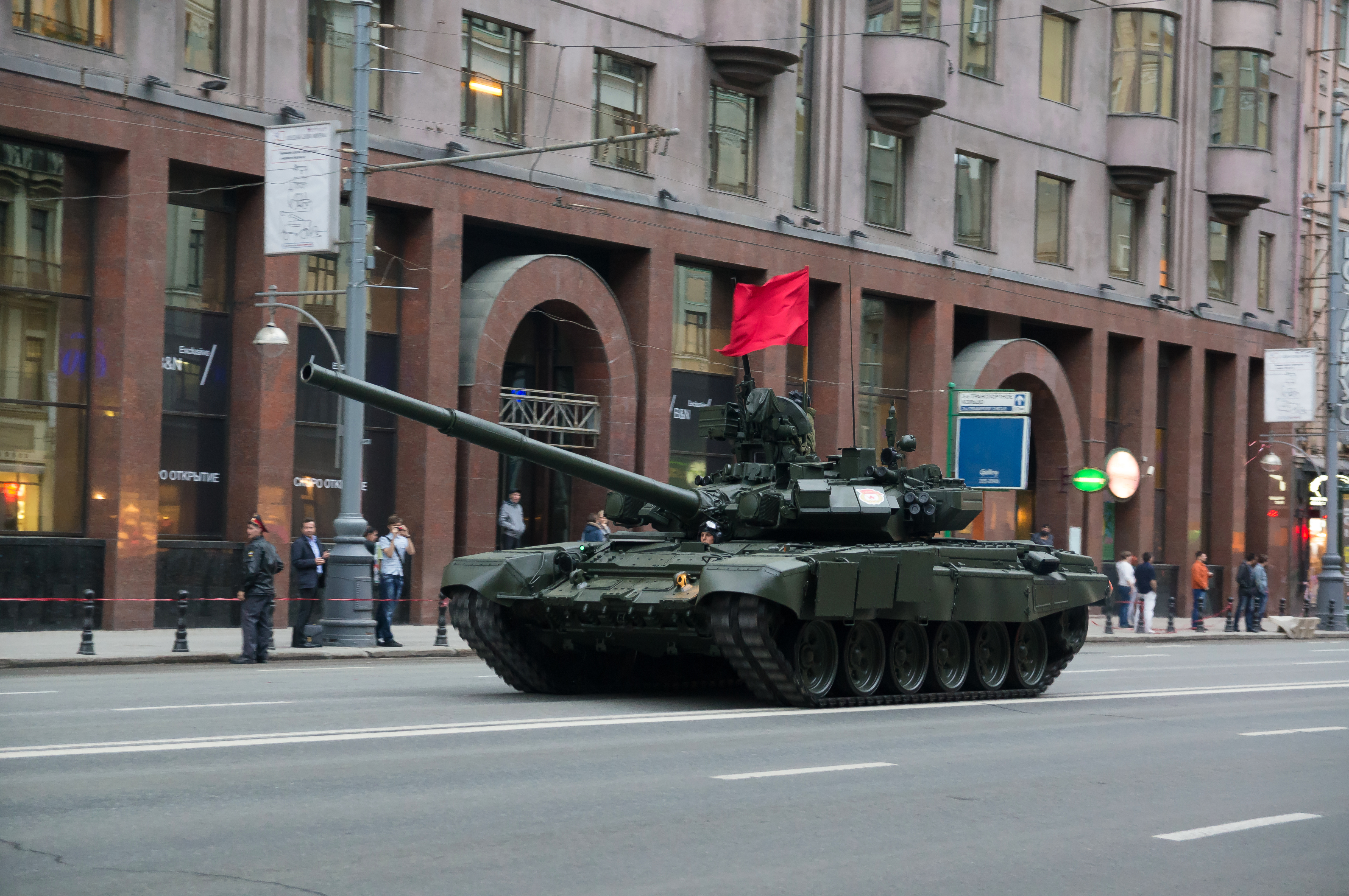
T-90
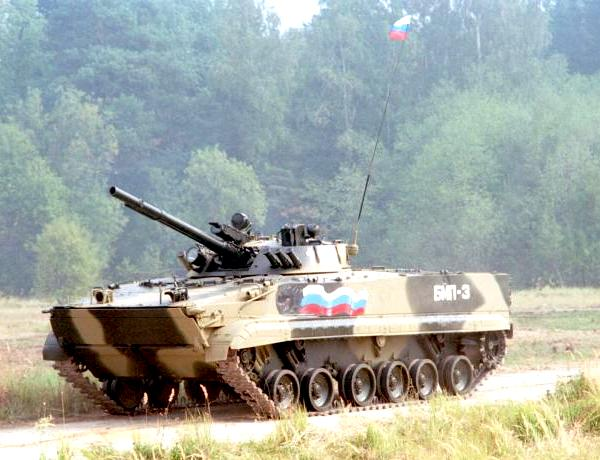
BMP-3
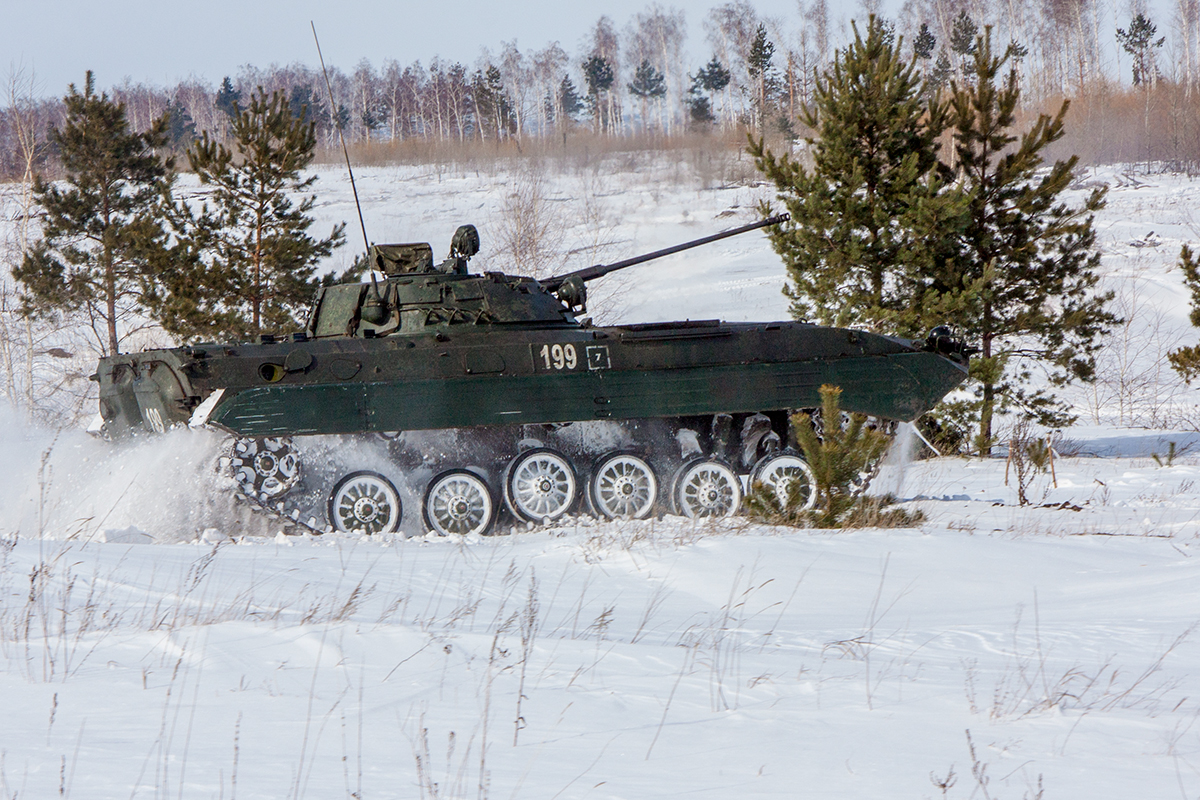
BMP-2
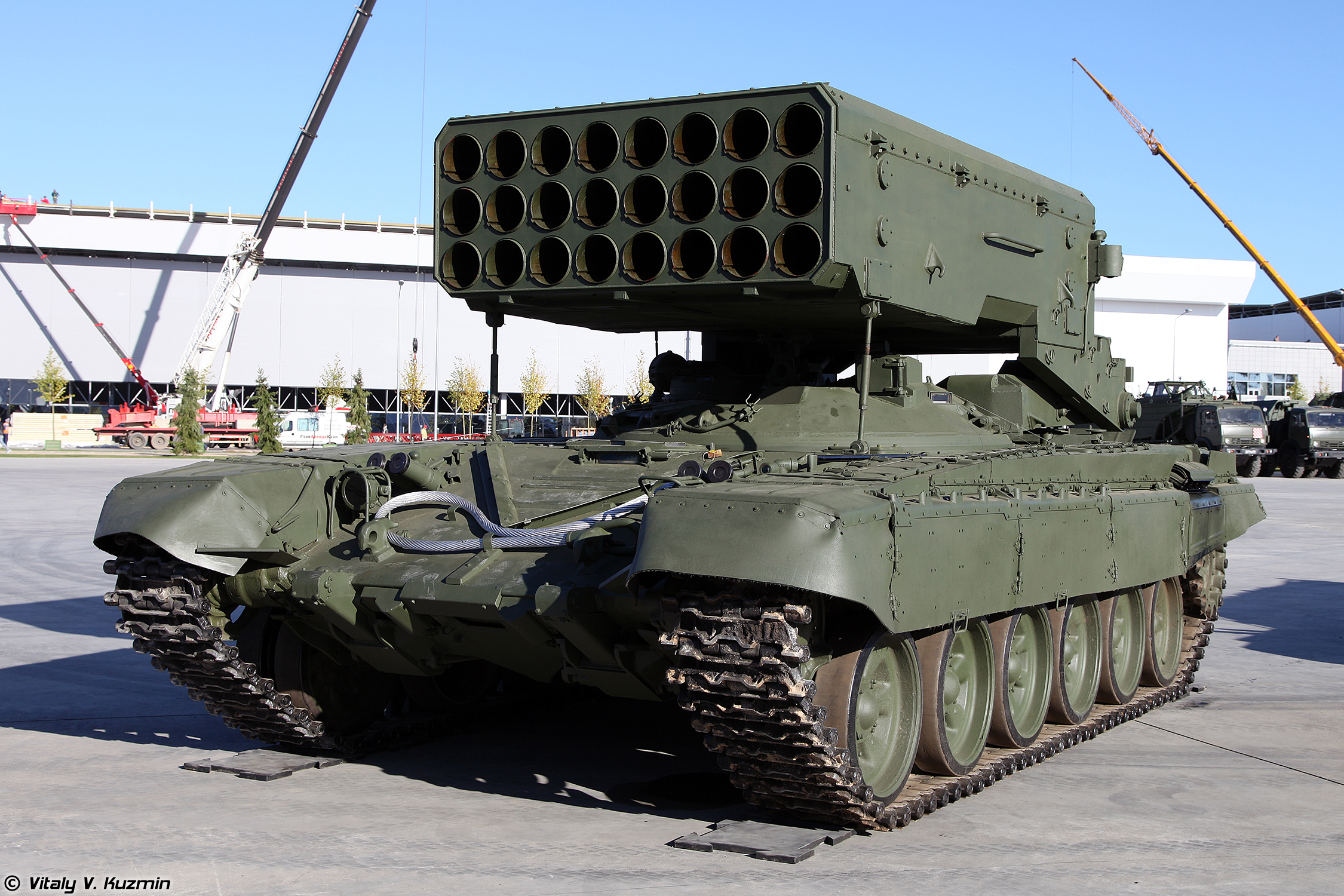
TOS-1 (30 unidades)
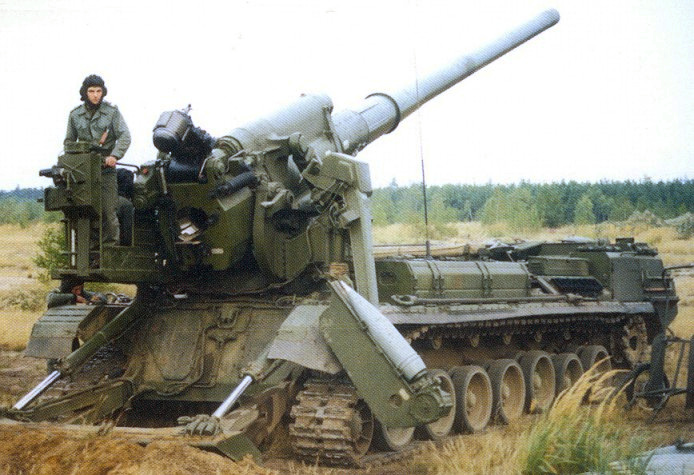
2S7M Malka
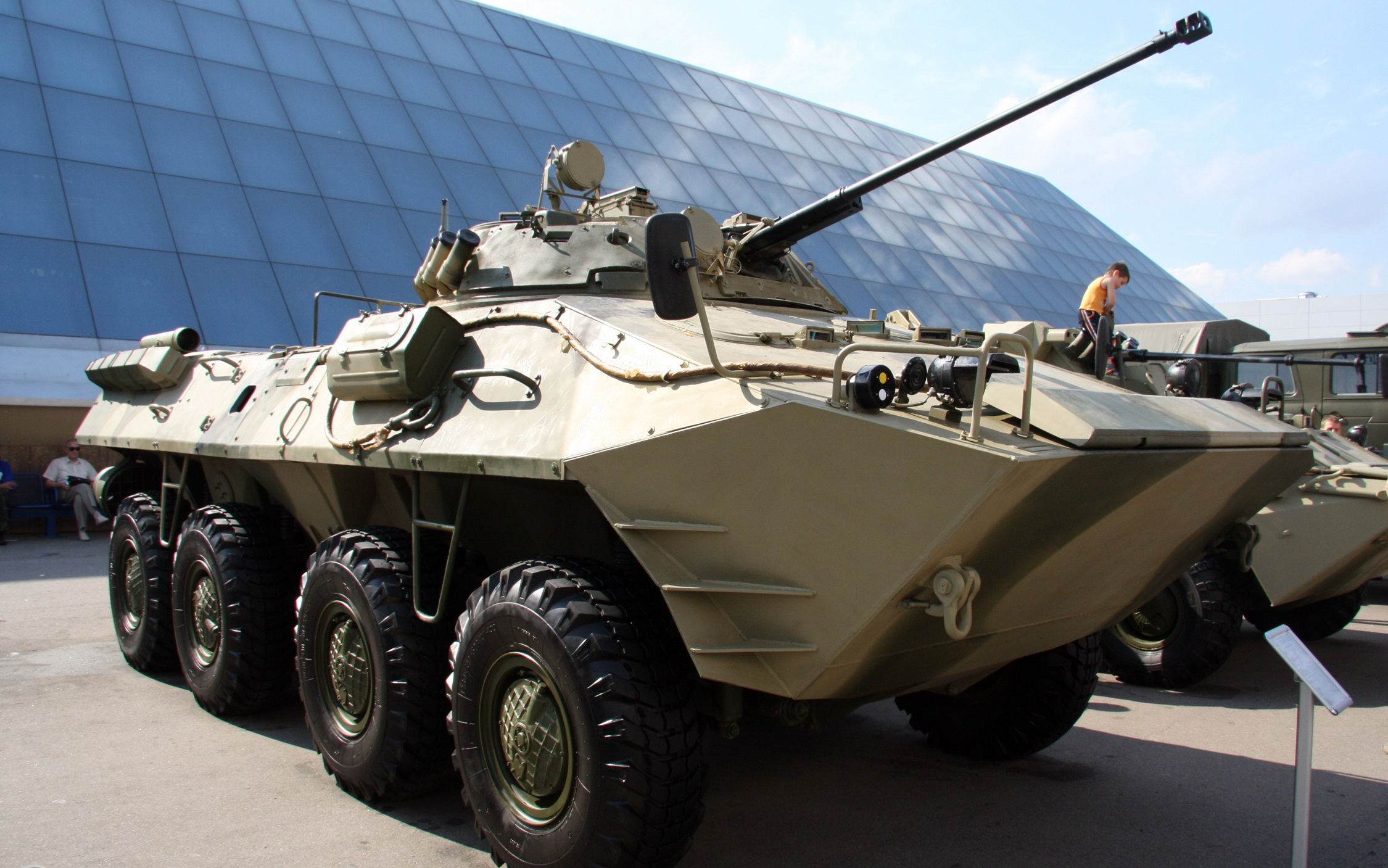
BTR-90
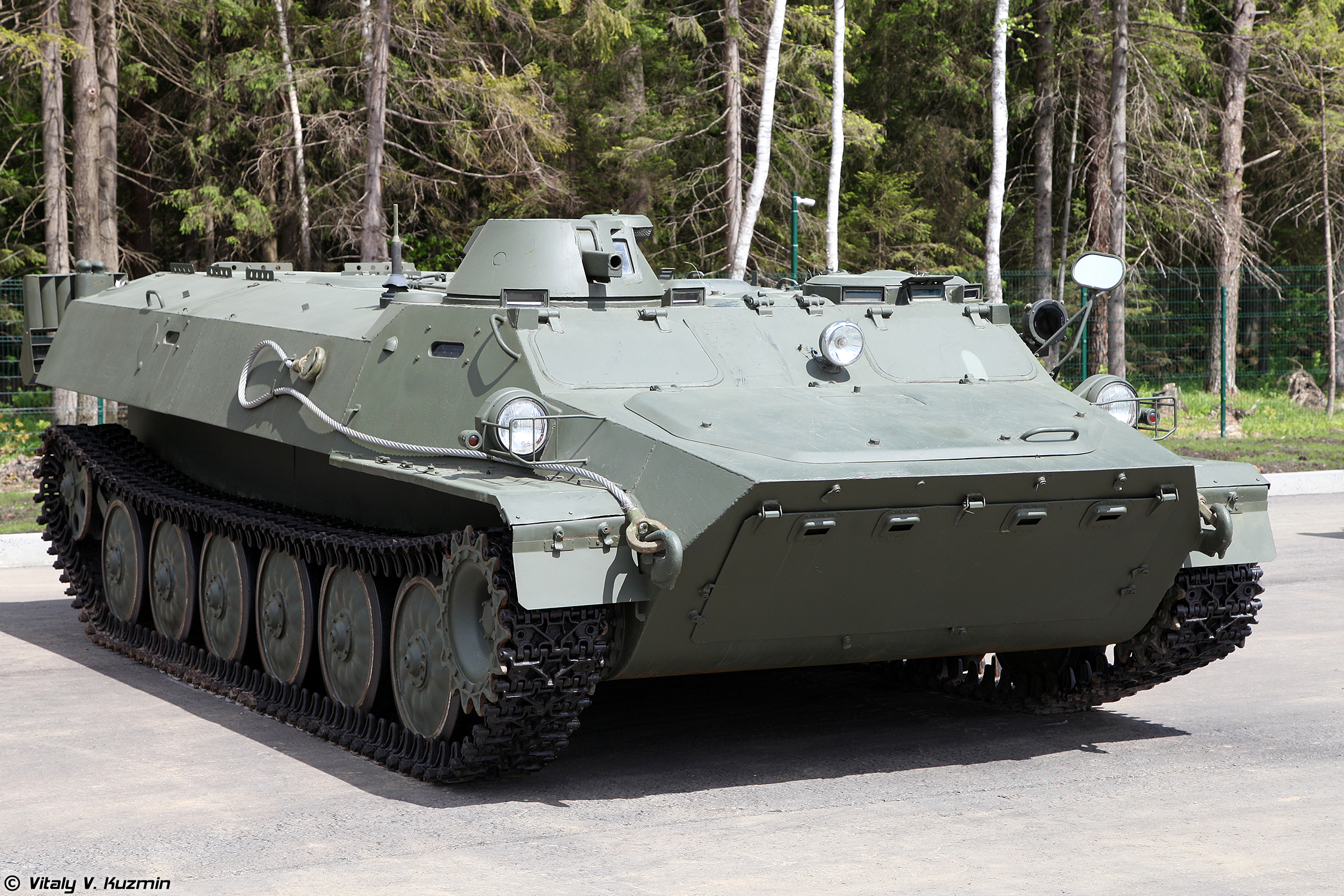
MT-LB
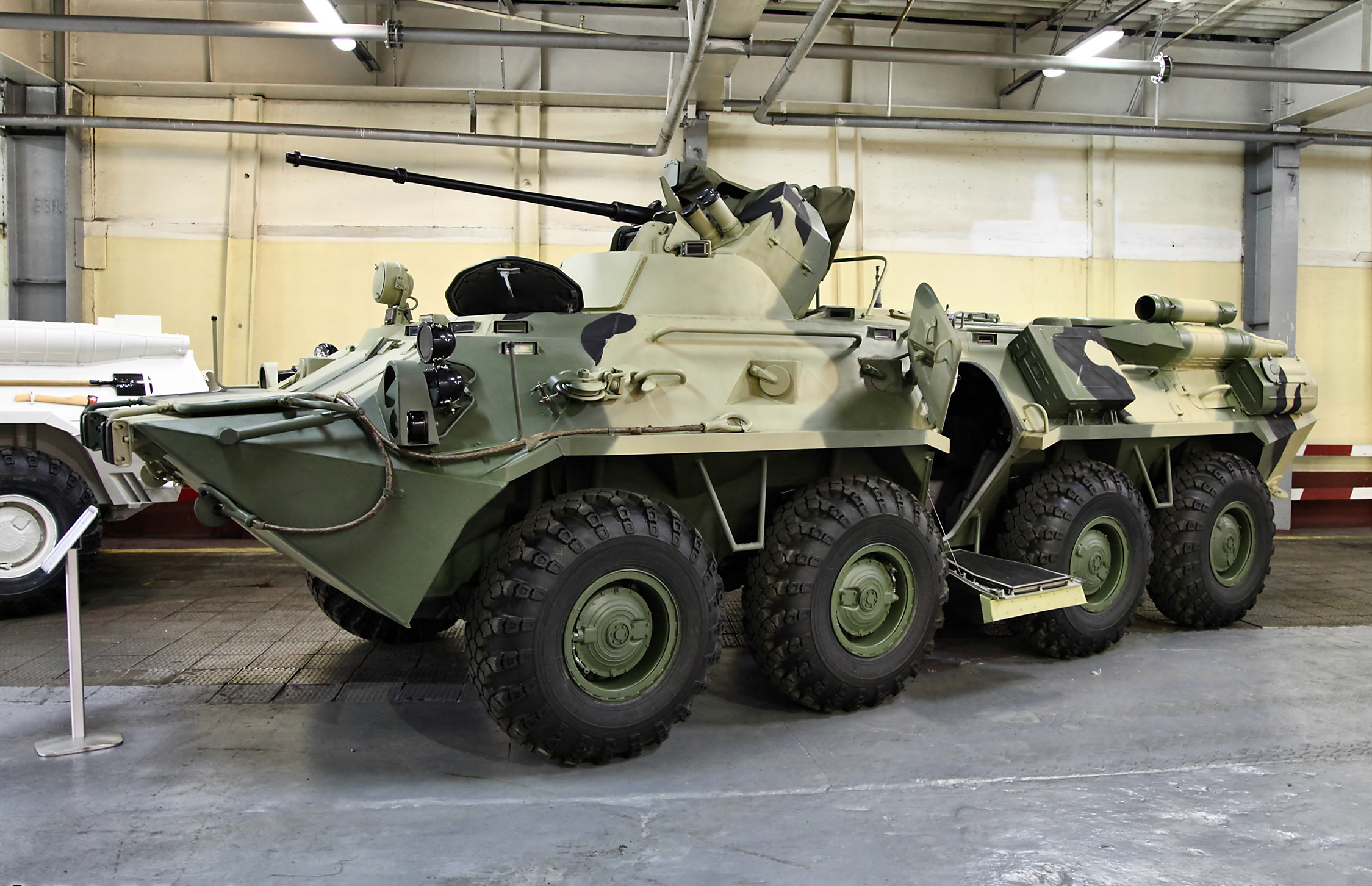
BTR-80
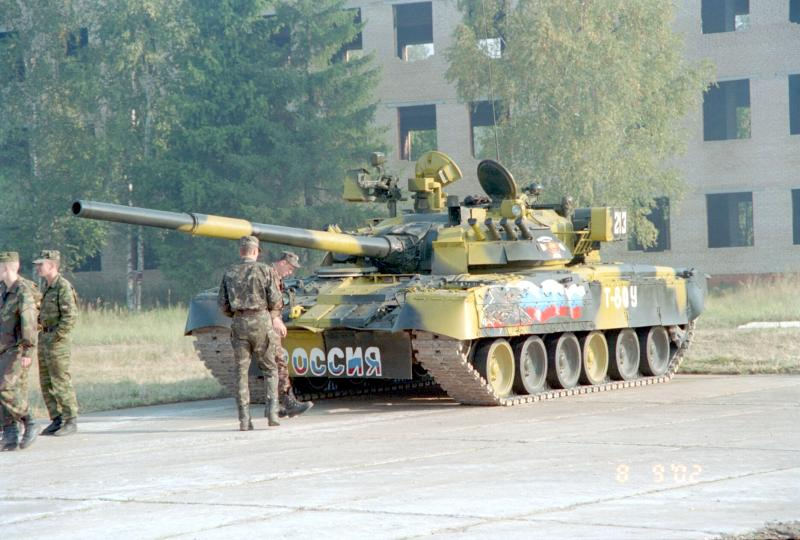
T-80

Las Fuerzas Terrestres conservan un gran cantidad de vehículos y material, incluyendo el número más grande de tanques y transporte blindado en el mundo. Los fondos para nuevo material han crecido mucho en los años recientes. No obstante, para las Fuerzas Terrestres, aunque los fondos en conjunto han aumentado drásticamente, como las referencias muestran, un examen más cercano del número de vehículos previstos para comprarse anualmente (unos 200 tanques principales de batalla (MBT) y vehículos de combate de infantería (IFV)/transporte blindado de personas (APC) en el enlace Warfare.ru adjunto) significa que para una fuerza de unas treinta divisiones, cada una con unos 300-400 MBT y IFV, tomaría unos 30 años volver a equipar todas las formaciones.
La industria de defensa rusa sigue desarrollando tecnología punta militar para las Fuerzas Terrestres, incluyendo un tanque de nueva generación, el T-95, y una nueva generación de sistemas antiaéreos y antimisiles, el S-400 Triumf, para las fuerzas rusas. «Más de dos docenas de batallones serán equipados con estos sistemas [el S-400] para 2015», Yury Baluyevsky, jefe del Estado Mayor de las Fuerzas Armadas Rusas, dijo durante un encuentro con el presidente Vladímir Putin.
Jane's World Armies apunta que la tradición militar Soviética/Rusa no ha dado mucha importancia a la supervivencia de los soldados individuales, y así el material personal como chaquetas y cascos protectores han resultado demasiado pesados e incómodos, aunque aparentemente se han hecho promesas de mejorar la situación. 
Actualmente se está llevando a cabo una modernización importante, esto se ha visto en la adopción de cascos balísticos (parecidos al casco PASGT de EE. UU.), chalecos antibalas, porta cartuchos y granadas, entre otros.

## Rangos e insignia
La Rusia reemergente conservó la mayoría de los rangos del Ejército soviético con algunos cambios menores. La diferencia principal con el estilo habitual Occidental es alguna variación en los títulos del rango de los generales, en un caso al menos, Coronel General, derivado del uso alemán.[cita requerida] La mayoría de los nombres de rangos fueron tomados prestados de los rangos alemanes/prusianos, franceses, ingleses, holandeses y polacos existentes desde la formación del ejército regular ruso a finales de los años 1600,[cita requerida] y han durado con pocos cambios de títulos a través del periodo soviético.